# Urbino
Urbino, en français Urbin, est une commune de la province de Pesaro et d'Urbino dans la région des Marches en Italie centrale.
Capitale des Montefeltro et des princes Della Rovere, Urbino fut l’un des pôles artistiques, scientifiques et militaires les plus importants de la Renaissance italienne, avec des personnalités comme Piero della Francesca, Federico Commandino, Bernardino Baldi ou Guidobaldo Del Monte (cf. La Renaissance à Urbino).
Depuis 1998, son centre historique est classé au titre du patrimoine mondial de l'UNESCO. La ville est également représentée dans la série de sculptures victoriennes, dédiées aux quatorze villes les plus nobles de l’Italie unie.
La ville s'impose comme un des centres majeurs artistiques, scientifiques et militaires de l'Italie de la Renaissance et a pour spécificité d’avoir été la terre d'élection de la révolution géométrique du quattrocento.

« Urbin....sur le haut d’une montagne de moyenne hauteur, mais se couchant de toutes parts selon les pentes du lieu, de façon qu'elle n'a rien d'égal, et partout il y a à monter et à descendre. (...) 
Nous y vîmes le Palais qui est fort fameux pour sa beauté : c’est une grand-messe car il prend jusques au pied du mont. »

— Michel de Montaigne, Journal de Voyage en Italie, 1581.
Elle est également surnommée « l'Athènes de l'Italie ».

## Nom
À l’exclusion d’une origine pré-romaine de la ville, il existe deux hypothèses concernant l’origine romaine du nom d'Urbino :
- La première la fait dériver du nom latin Urvinum Mataurense :

 Urvinum (ou urbinum) dériverait du substantif Urvum (ou Urbum), qui désignait le manche de la charrue, à la forme de laquelle ressemblait la colline du Poggio sur laquelle était juché le noyau primitif de la ville.
- Mataurense (ou métaurénse) provient de la rivière Mataurus (ou Metaurus), pour la distinguer d’une autre ville du même nom dans la même région auguste, urvinum Hortense, dont le nom dériverait également de la conformation du terrain sur lequel cette dernière ville avait été érigée.
- La seconde veut que le toponyme Urbino dérive du latin urbs-urbis signifiant Ville et se référerait à sa nature de ville double : urbs bina parce que développée sur deux cols.

## Géographie
Urbin (16 000 habitants) est une ville fortifiée d'architecture de la Renaissance au sommet d'une colline. Elle se trouve à 36 km du littoral de Pesaro, chef-lieu de province.
La ville domine un paysage vallonné, sur les contreforts du massif des Apennins, à la jonction des Marches, de l'Ombrie et de la Romagne.
Le territoire s’étend en zones collinaires, sur les dernières rives de l’Apennin septentrional, Apennin toscan-romagnol, dans la zone méridionale de Montefeltre. Le territoire communal, le deuxième plus étendu de la région des Marches après Fabriano, comprend également un exclave, identifiable dans la Via Fosso del Razzo, comprise entre les communes de Colbordolo, Monteciccardo, Montefelcino, Petriano et l’exclave de Montelabbate.

### Climat
La moyenne des températures les plus élevées oscille de 6,6 °C en janvier jusqu'à 27,1 °C en juillet, et de 0,4 °C en janvier à 16,9 °C pour les plus basses. Les précipitations vont en moyenne de 46 mm en juillet à 99 mm en novembre.

### Sismicité
L'ensemble du territoire communal d'Urbin se trouve sur une zone classée à risque sismique moyen à élevé par l'institut de géophysique et de volcanologie italien. Celui-ci a listé 65 événements sismiques qui ont affecté la ville entre 1511 et 1998. Les plus importants ayant eu lieu en 1741, 1781 (6,23 sur l'échelle de Richter), 1873 et 1897.

## Histoire
De la ville romaine d’Urvinum metaurense, mentionnée parmi d’autres villes par Pline l'Ancien dans son Histoire naturelle, nous n’avons que peu de traces. En revanche l’on sait qu'elle devint une place forte pendant les Guerres gothiques au VIe siècle et qu'elle fut prise aux Goths en 538 par le Général byzantin Belisaire. Elle est fréquemment citée par l’historien byzantin Procope.
Elle passe ensuite aux mains des Lombards où elle est fortifiée et agrandie par le roi Liutprand. Après que les Francs en ont pris possession, Urbino est comprise dans les dons des Carolingiens aux états pontificaux ; le roi des Francs Pépin le Bref offre donc Urbino aux États pontificaux. Cependant, les traditions indépendantes et autonomes s’exprimèrent sous la forme d'un gouvernement de la Commune jusqu’à ce que, vers 1200, elle tombe sous la domination des Nobles qui combattent entre eux dans le Montefeltro voisin. Les Souabes la donnent en fief comital à la famille des Montefeltro en 1213. Ces nobles n’avaient pas d’autorité directe sur ladite commune, mais ils exerçaient des pressions pour leur élection à la présidence, titre que Bonconte da Montefeltro réussit à obtenir en 1213 en accaparant la charge de podestat. S'ensuivit une révolte de la population et la formation d’une alliance avec la commune indépendante de Rimini en 1228 jusqu’en 1234. Mais les Montefeltro, en contrepartie de dettes de la papauté, réussissent à reprendre les rênes de la ville qu’ils contrôlent ensuite jusqu’en 1508. Pendant cette période, Urbino, qui demeure un fief pontifical, prend l’aspect qu’il revêt aujourd’hui, avec son monumental palais ducal et ses hauts remparts. Ce n'est alors qu'une cité modeste entourée de son contado, mais elle occupe une position stratégique à la frontière nord des Etats pontificaux.
L'état que dominent les Montefeltro est très petit, mesurant 60 kilomètres sur 60, assez pauvre, essentiellement pastoral et agricole, sans débouché sur la mer. Il compte 200 petites villes et villages. Urbino, éloignée de l'Adriatique et de tout grand axe de communication, ne s'est pas développée au moyen-âge.
Dans les batailles entre Guelfes et Gibelins, les seigneurs d’Urbino du XIIIe  et du XVIe siècle sont chefs des Gibelins des Marches et de la Romagne, et s’associent avec des familles ou des villes gibelines.
Grâce au départ de la papauté en Avignon, Nolfo Ier (1323-1364) parvient à asseoir sa seigneurie. Son neveu, Antoine II (1364-1404) perd temporairement le contrôle de la ville au profit de la papauté de 1369 à 1376. Le 24 décembre 1375, Antoine II de Montefeltro reprend Urbino, créant ainsi le futur fief d’Urbino agrandi par l'achat de Gubbio en 1384.

Vue panoramique sur Urbino

### Federico III da Montefeltro

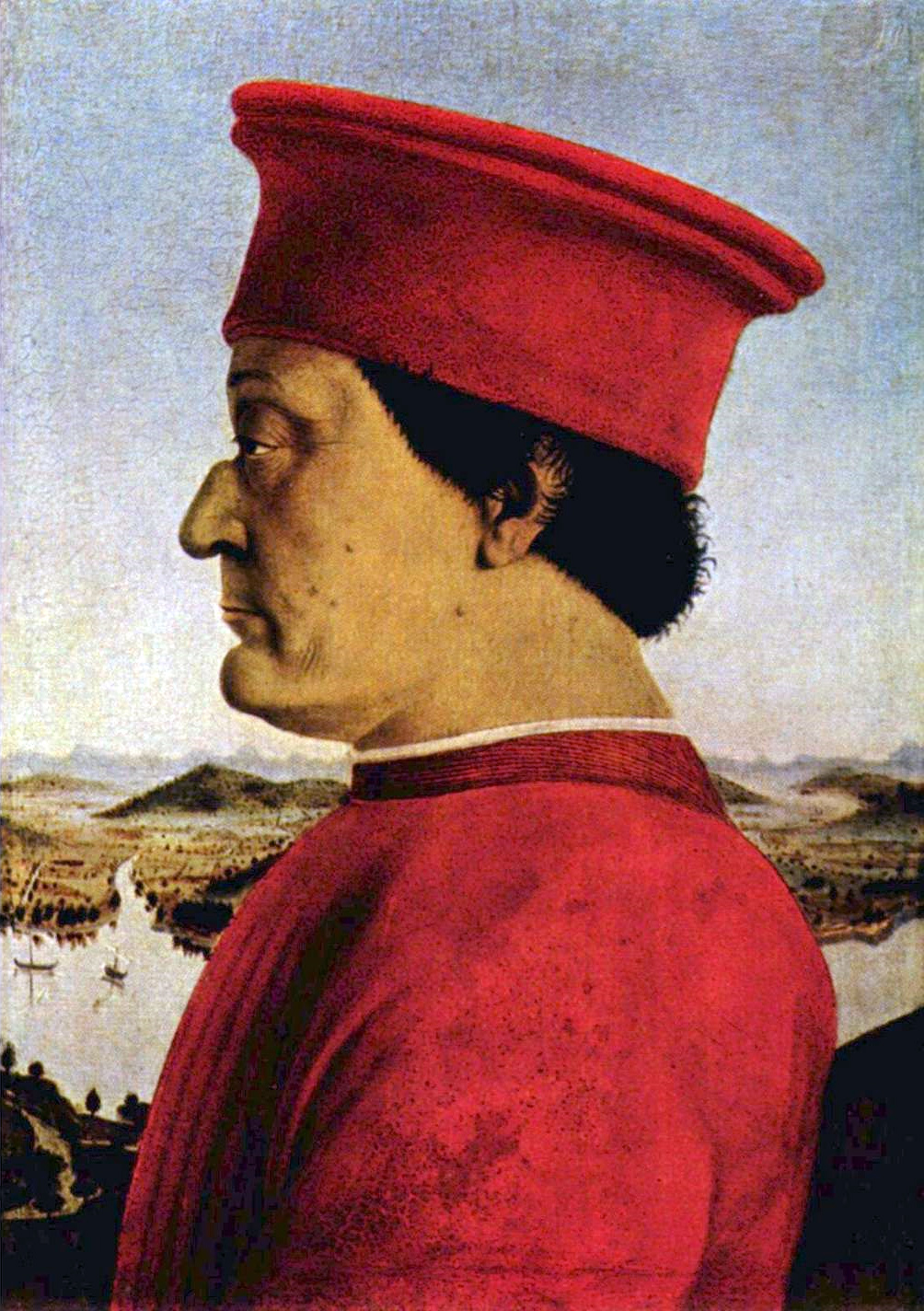
Frédéric III de Montefeltro peint par Piero della Francesca

Le plus célèbre des Montefeltro est Frédéric III, seigneur d’Urbino de 1444 à 1482.
En 1444, il prend le pouvoir en tant que fils naturel de Guidantonio, après la conspiration et l’assassinat de l'héritier légitime Oddantonio II de Montefeltro.
Frédéric III met la main aux problèmes politiques pressants et commence une réorganisation de l’État, qui prévoit aussi une restructuration de la ville selon une empreinte moderne, confortable, rationnelle et belle.
Tous ses efforts, au cours de près de quarante ans de gouvernement, sont tendus vers ce but qui, grâce à ses extraordinaires qualités et sa remarquable fortune, apportent cet incomparable souffle à la Ville.
À sa cour, Piero della Francesca écrit sur la science de la perspective, Francesco di Giorgio Martini établit son Traité d’architecture en concluant les travaux de rénovation du palais des Doges entrepris par Luciano Laurana, et Giovanni Santi, père du peintre Raphaël né dans l’actuelle via Raffaello, rédige son compte-rendu poétique des principaux artistes de l’époque.
La brillantissime cour de Frédéric III de Montefeltro, décrite par Baldassarre Castiglione dans Le Courtisan, introduisit les caractères dudit « gentilhomme » de la Renaissance en Europe, et ceux-ci restèrent pleinement en vogue jusqu’au XXe siècle.

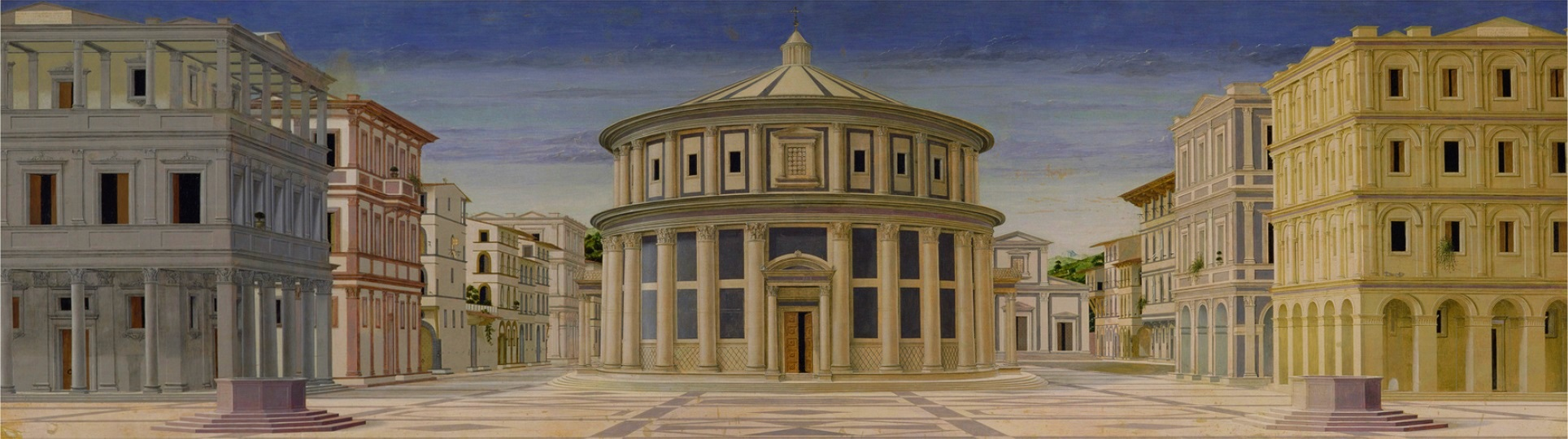
La Città Ideale (attribution incertaine. F.di G.Martini, Piero della Francesca ou Luciano Laurana.) Galleria Nazionale delle Marche, Urbino

### Cesare Borgia et les années du duché Della Rovere

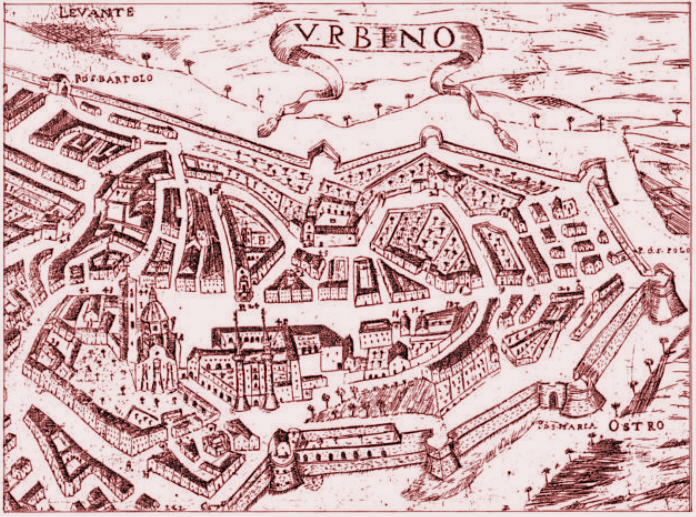
Urbino en 1689

En 1502, César Borgia prend le pouvoir à Guidobaldo da Montefeltro, duc d’Urbino, et Elisabetta Gonzaga, avec la complicité du pape Alexandre VI. Après la tentative du pape Médicis Léon X, de nommer un jeune membre de sa famille comme duc, Urbino demeura dans les États pontificaux, sous la dynastie des ducs Della Rovere (1508 - 1631).
En 1523, ils transfèrent la cour dans la ville de Pesaro, et Urbino commence un lent déclin jusqu’aux dernières décennies du XVIIe siècle.
Le début des années 1500 voit la ligue contre la république de Venise appelée Ligue de cambrai où le duché d’Urbino sera impliqué à plusieurs reprises dans la guerre.

### Annexion aux États pontificaux
À la suite de l’extinction de la dynastie Della Rovere en 1631, le pape Urbain VIII incorpore le duché d’Urbino dans les territoires pontificaux, suivant les volontés du dernier duc, François-Marie II, qui, demeuré sans héritier, avait désigné le Saint-Siège pour lui succéder dès 1625 (la succession n’est devenue exécutoire qu’à la mort du Duc, six ans plus tard).
L’État fut gouverné depuis lors par un légat pontifical, appartenant généralement à la haute hiérarchie ecclésiastique.
À la suite de la dévolution du duché aux États pontificaux, le riche patrimoine artistique (meubles compris) du palais ducal est allé constituer, dans une large mesure, la dot de la dernière descendance directe des Della Rovere, Victoria, mariée à Ferdinando II de Médicis.
Ces ouvrages constitueront ensuite le noyau de la future galerie des Offices.
Parmi les œuvres qui furent apportées à Florence, il y eut le fameux diptyque des ducs d’Urbino de Piero della Francesca. En revanche, la célèbre bibliothèque fut entièrement absorbée par la Bibliothèque vaticane en 1657.
En outre, à Rome on apporta aussi les deux tables de Fra Carnavale, en les prélevant à l’église de Santa Maria della Bella. (Confisquées par la famille Barberini, puis soldées par les fascistes au Museum of Fine Arts de Boston, l’autre au Metropolitan Museum of Art de New York)

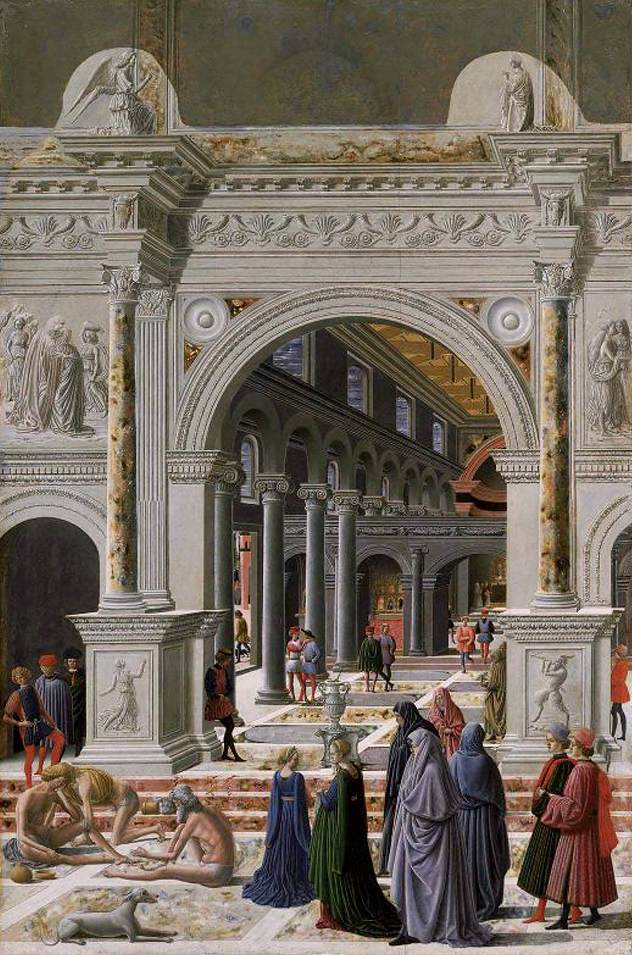
La Table de Boston de Fra Carnevale
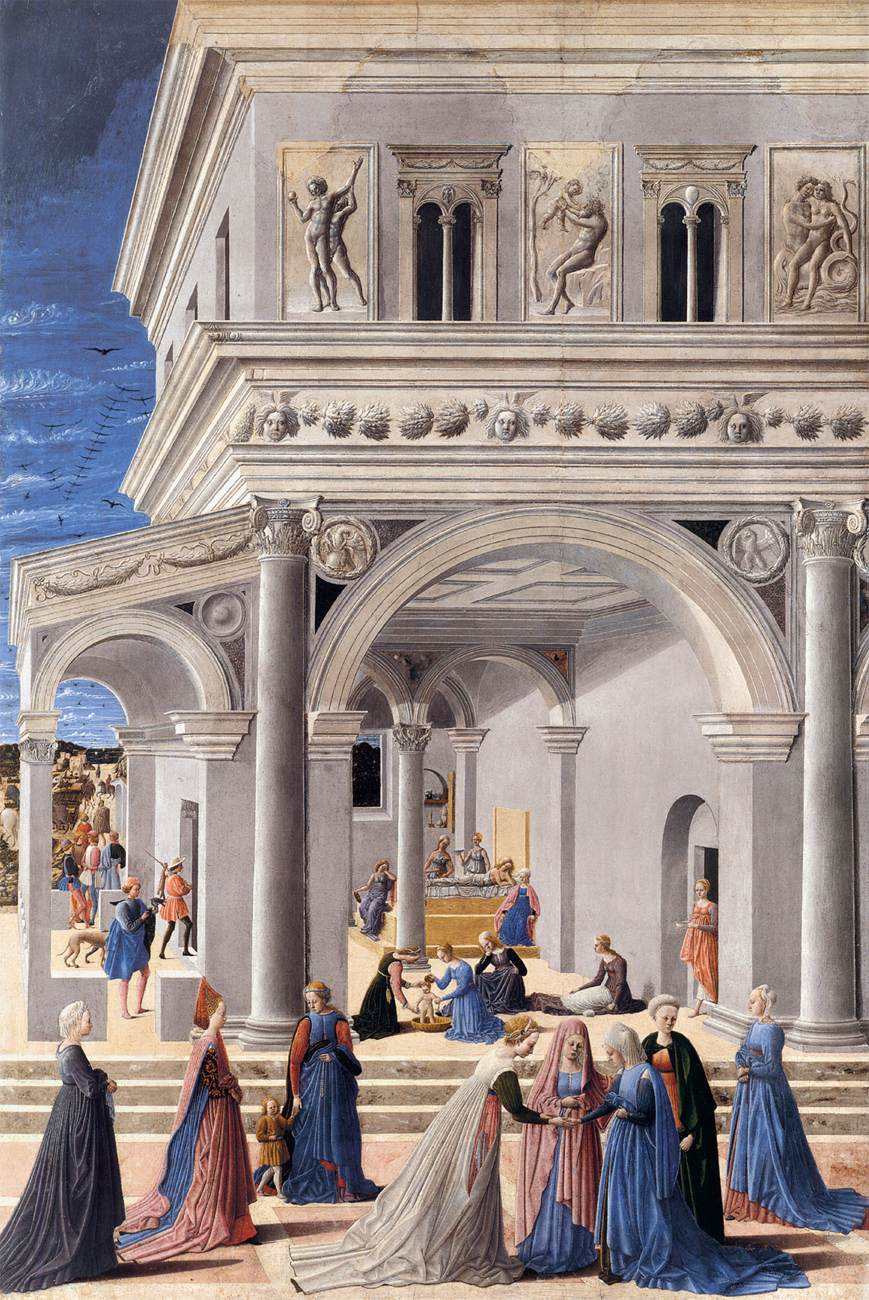
La Table de New York de Fra Carnevale

### Les Albani et l’occupation française
Le XVIIIe siècle s’ouvrit avec l’élection au trône pontifical du cardinal d'Urbino GiovanFrancesco Albani, sous le nom de Clément XI.
Pour la ville s’ouvrit la dernière grande saison de splendeur, surtout du point de vue artistique et culturel ; grâce au financement par le pape Clément XI et la famille Albani d’importants travaux de rénovation de divers palais, églises et monastères de la ville, comme le palais Albani, une partie de la façade du palais municipal, le palais de l’archevêché, la Chapelle albanienne (à l’intérieur du couvent de Saint François), l’oratoire de Saint Joseph, la restructuration interne des églises de Saint François, Saint Dominique et Saint Augustin.
De nouveaux bâtiments furent construits (palais du collège Raphaël) et quelques manufactures artisanales virent le jour. En outre, le mécénat du pape et de sa famille se refléta dans de riches dons à la cathédrale (comme le nouvel autel) et aux autres organismes religieux de la ville.
Ce nouvel âge de splendeur pour la ville, se termina par la mort de Clément XI en 1721, réamorçant un nouveau déclin de la Ville, et ce, jusqu’à nos jours.
Après la mort du pape, la famille Albani restera la principale commanditaire des œuvres les plus significatives, jusqu’à la première moitié du XIXe siècle, surtout chez les personnes du cardinal Annibale Albani et d'Orazio Albani, Ce dernier confiera à l’architecte Pietro Ghinelli la réalisation du Nouveau palais sur l’actuelle place de la République.

## Principaux lieux d'intérêt
Depuis 1998, son centre historique est classé au titre du patrimoine mondial de l'UNESCO. La ville est également représentée dans la série de sculptures victoriennes, dédiées aux quatorze villes les plus nobles de l’Italie unie.

### Le palais ducal et la Galleria Nazionale delle Marche
Le palais ducal est celui voulu par Frédéric III de Montefeltro. Il comprend son exceptionnel Studiolo (situé salle 18, dans les appartements du Duc), daté de 1476.
Ce dernier est l’endroit le plus emblématique du palais avec sa petite chapelle attenante.
Il porte des stucs sur la voûte et, sur la partie basse des murs, des marqueteries de bois de Baccio Pontelli en trompe-l'œil d’après des dessins de Sandro Botticelli, Francesco di Giorgio Martini et Bramante et le haut des murs est orné des toiles représentant les personnages illustres de Juste de Gand.
La Galleria Nazionale delle Marche, située à l’intérieur du palais ducal, fut victime de cinq spoliations consécutives (celles de Cesare Borgia, du pape Alexandre VII, de Ferdinand II de Médicis, du cardinal Antonio Barberini, et de Napoléon Bonaparte).
Bien qu'un grand nombre d’œuvres d’art réalisées pour le palais ducal ou pour les églises de la Ville ait été disséminé partout dans le monde, le Musée contient une collection d’œuvres s’échelonnant entre le Trecento et le Settecento :

### Piero della Francesca
- La Flagellation du Christ (entre 1444 et 1478).
- La Madonna di Senigallia, (entre 1470 et 1485).

### Raffaello Sanzio
- Sainte Catherine d'Alexandrie (vers 1507).
- La Muta, (1507-1508).

### Giovanni Santi
- Le Christ mort et deux saints (1480-1485)
- Christ blessé (1481)
- Le Christ mort et sainte Claire (1481-1485)
- Sainte Marguerite
- Plusieurs panneaux d'Apôtre
- Saint Roch
- Tobie et l'archange
- Retable Bufi, Vierge à l'Enfant trônant avec les saints François, Jérôme, Jean-Baptiste et Sébastien

Titien : l'Ultima Cena et la Resurrezione di Cristo.
Paolo Uccello : Le Miracle de l'hostie profanée en six panneaux de prédelle (1467-1469)
Sculptures de Luca della Robbia, Agostino di Duccio, Francesco di Giorgio Martini, Pietro Torrigiani, maître de la Madone de Macereto, Giovanni Battista della Porta, Michele di Giovanni da Fiesole, Domenico Rosselli...
Et des œuvres du Guercino, de Guido Reni, de Giovanni Bellini, de Lorenzo Lotto, Fra Carnevale, Federico Barocci, Orazio Gentileschi, Melozzo da Forlì, Luca Signorelli, Salvator Rosa, Juste de Gand, Pedro Berruguete, Olivuccio da Cicarello, Federico Zuccari, Taddeo Zuccari, Alvise Vivarini, Giovanni Battista Salvi dit le Sassoferrato, Annibale Carracci, Timoteo della Vite, Girolamo Genga, Giovanni Boccati, Raffaellino del Colle, Andrea Boscoli, Andrea di Bartolo, Andrea Lilli, Giovanni Angelo d'Antonio, Antonio Alberti da Ferrara, Nicola di Maestro Antonio, Arcangelo di Cola, Barnaba da Modena, Bartolomeo della Gatta, Bartolomeo di Tommaso, Benedetto Marini (it), Gaetano Lapis, Berto di Giovanni (en), Claudio Ridolfi, Giovanni Francesco Guerrieri, Ercole Ramazzani, Fra Marino Angeli, Francesco da Rimini, Giovanni Antonio Bellinzoni da Pesaro (it), Giovanni Baronzio, Girolamo da Santa Croce, Girolamo di Benvenuto, Girolamo di Giovanni, Giovanni Andrea Donducci dit le Masteletta, Marcantonio Franceschini, Marco Basaiti, Cristoforo Roncalli dit Le Pomanrancio.

#### Quelques œuvres du Musée classées chronologiquement

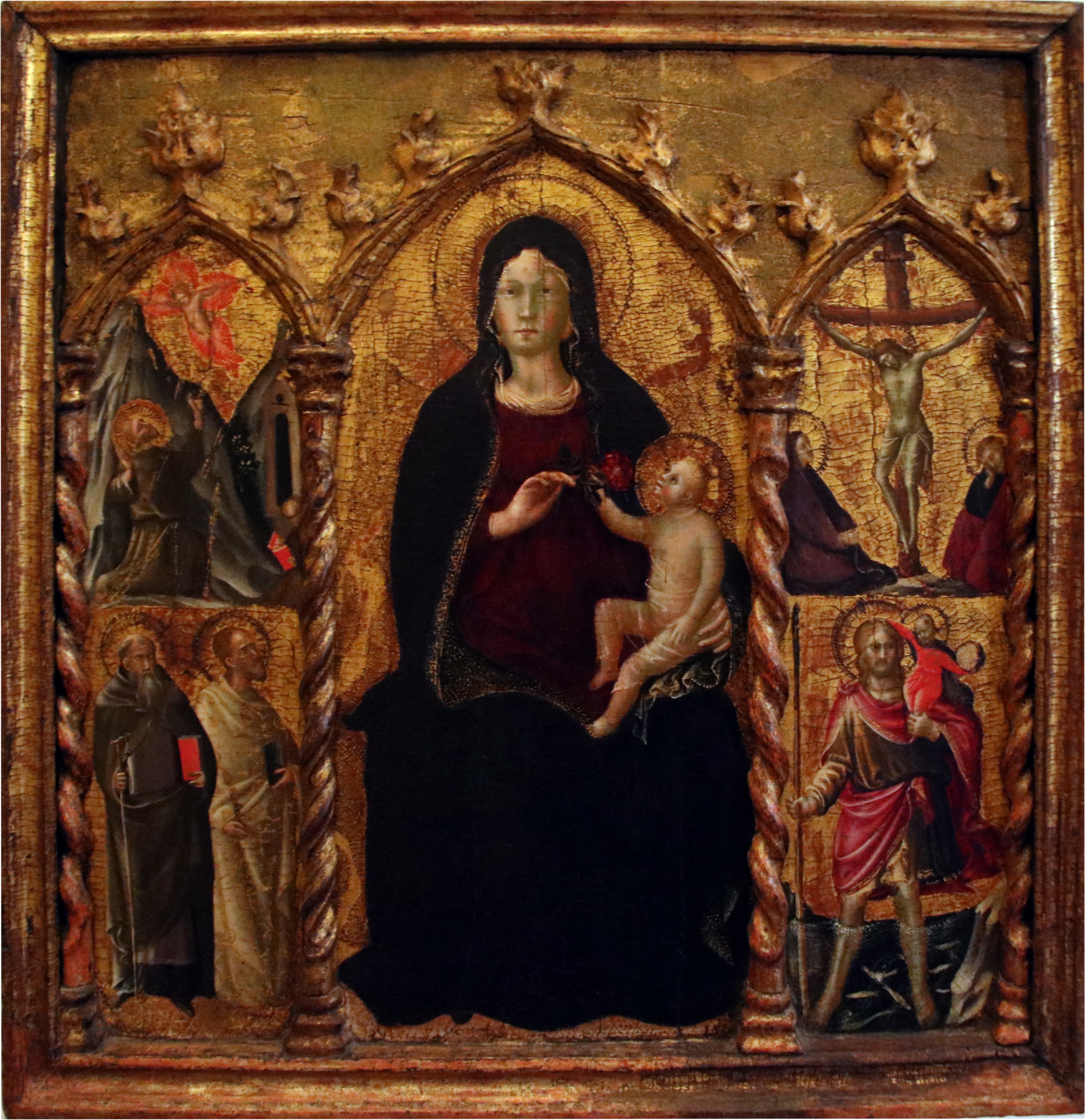
Madone à l’Enfant d’Arcangelo di Cola, env.1420
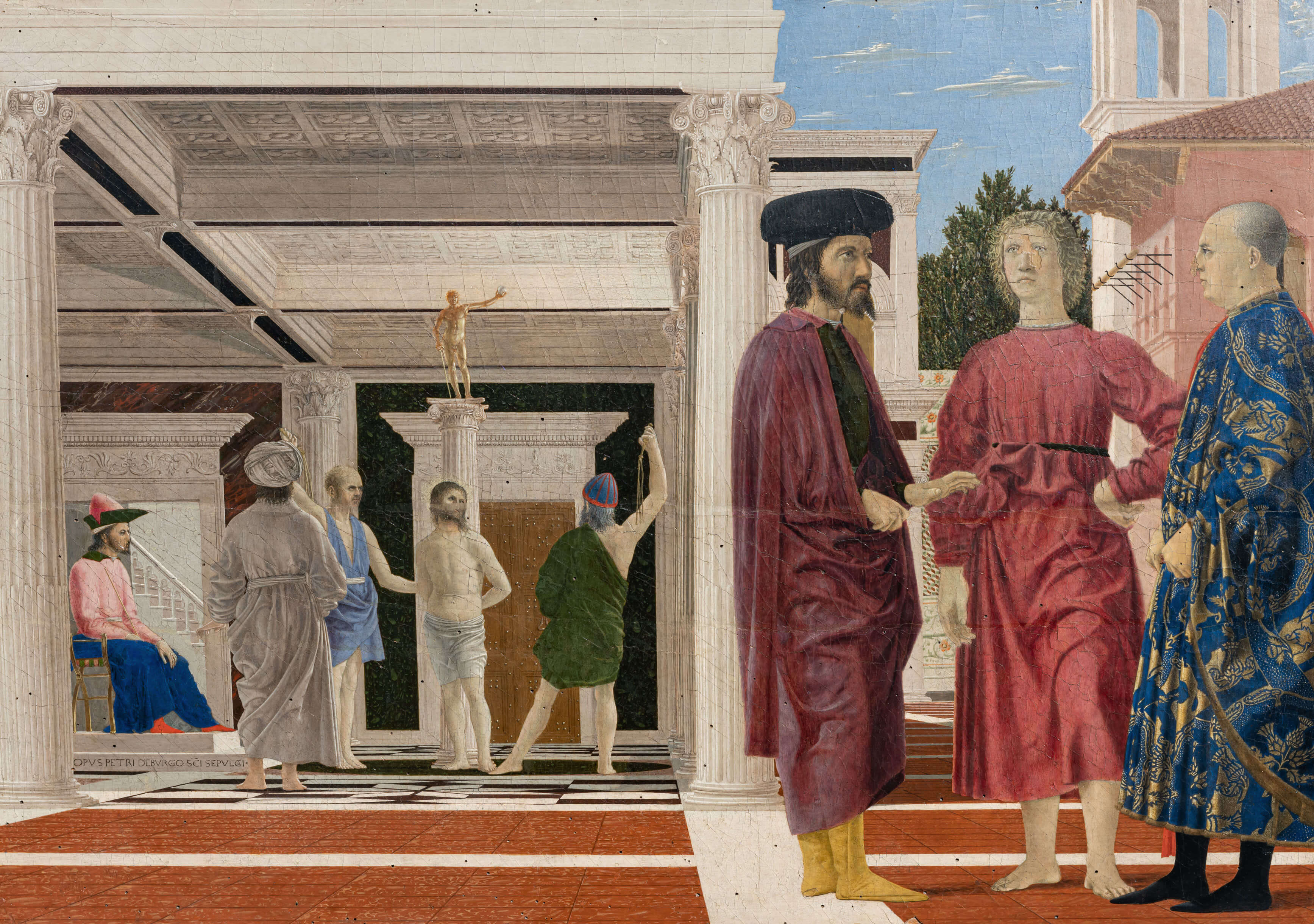
La Flagellation du Christ de Piero della Francesca, entre 1455 et 1460
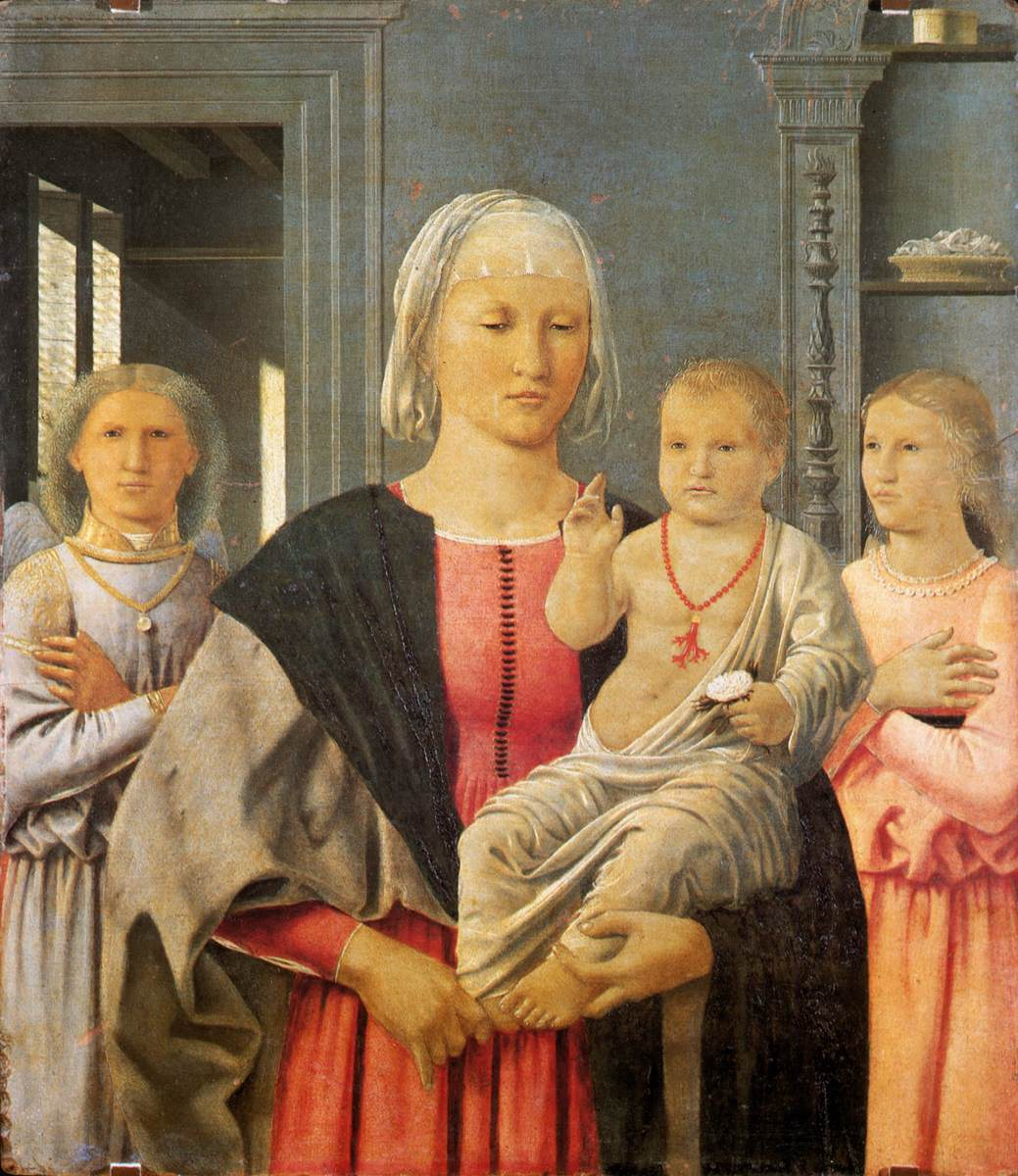
Madone de Senigallia, Piero della Francesca, 1470.
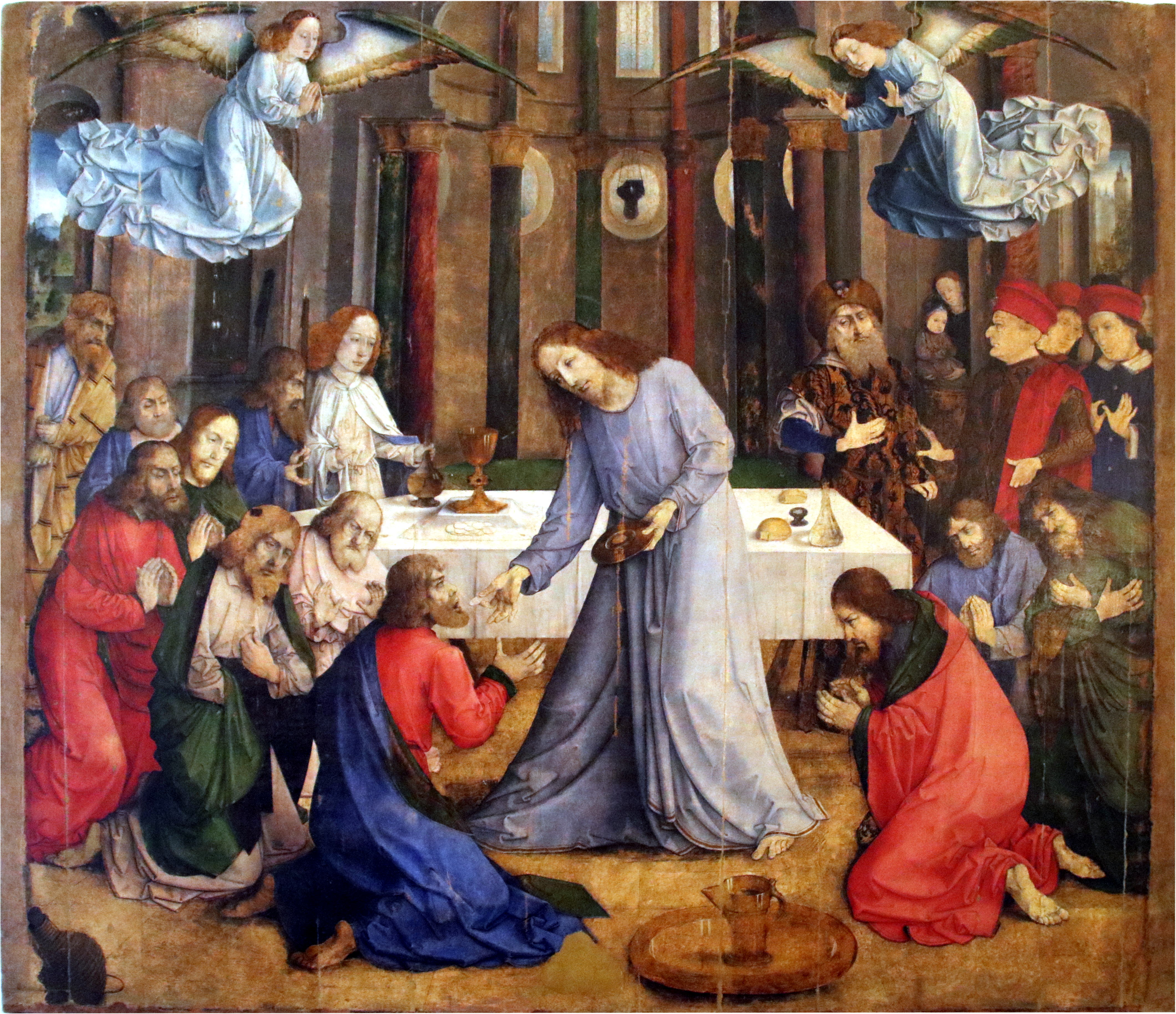
La Communion des Apôtres, Juste de Gand, 1473
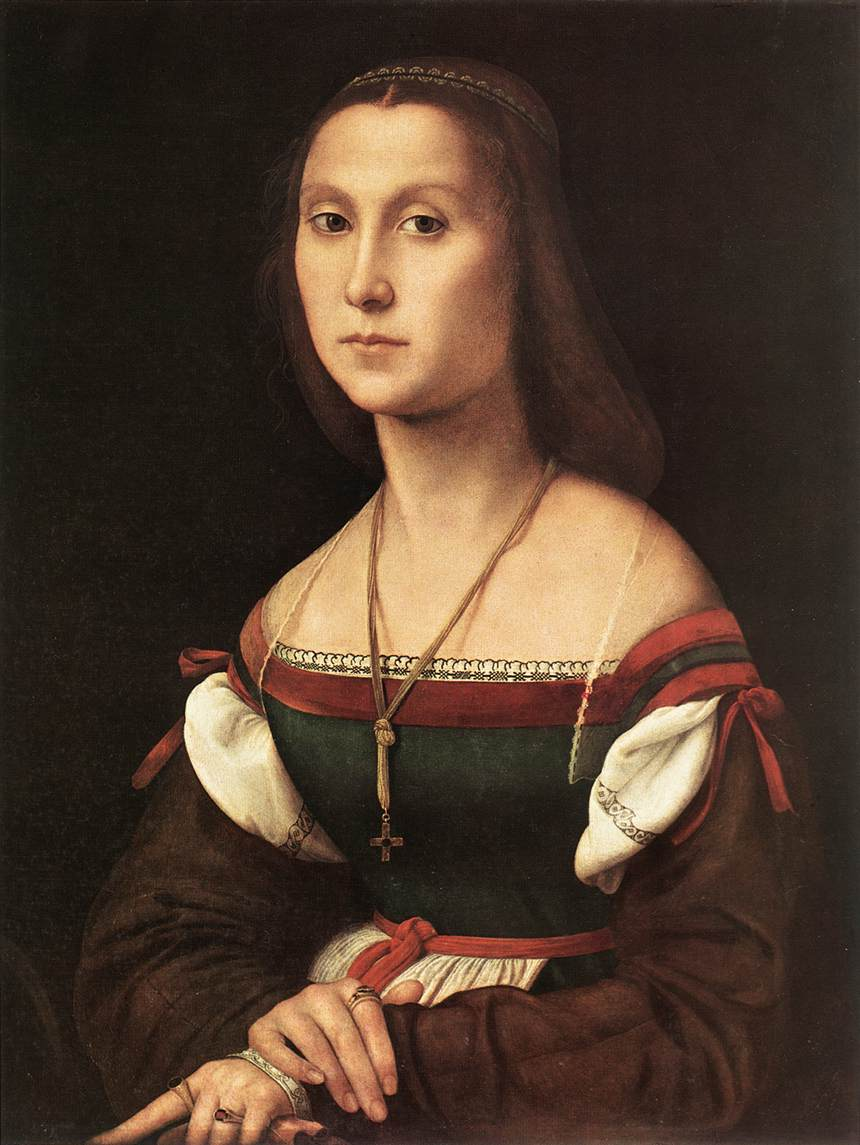
La Muette de Raphaël, 1507
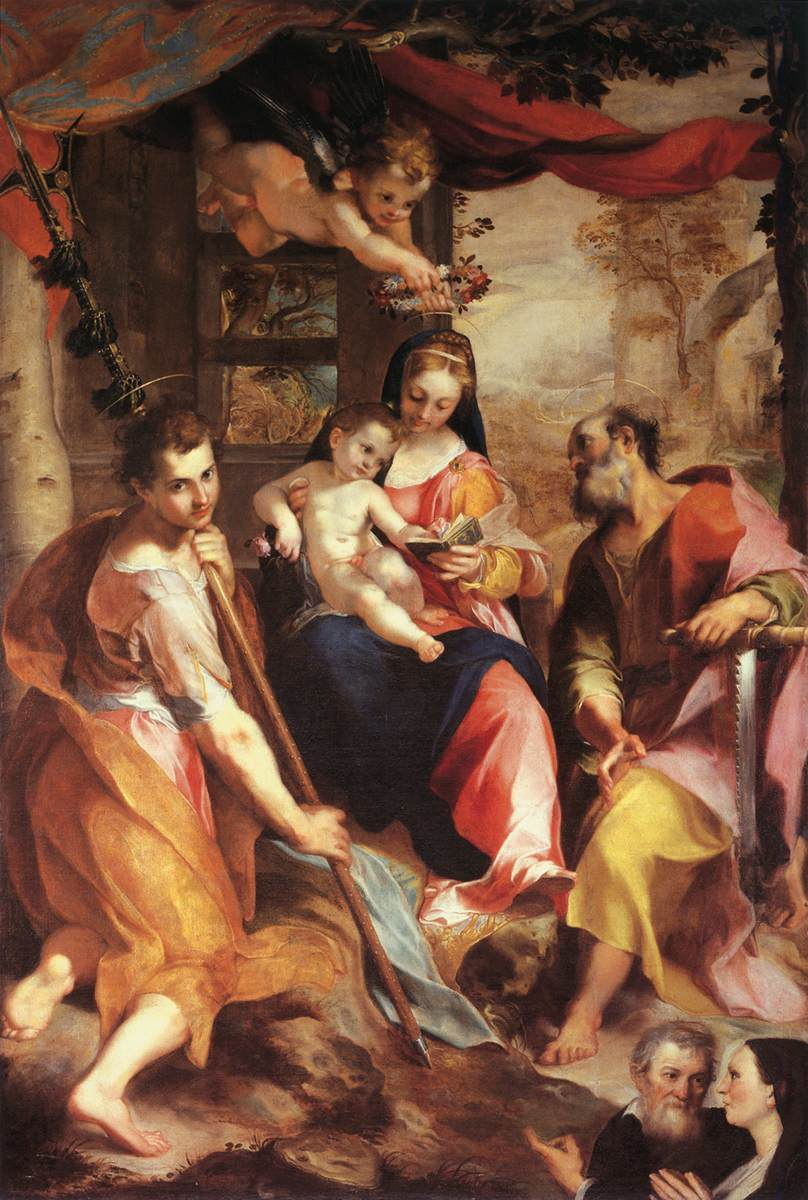
La Madone de saint Simon du Federico Barocci, 1567
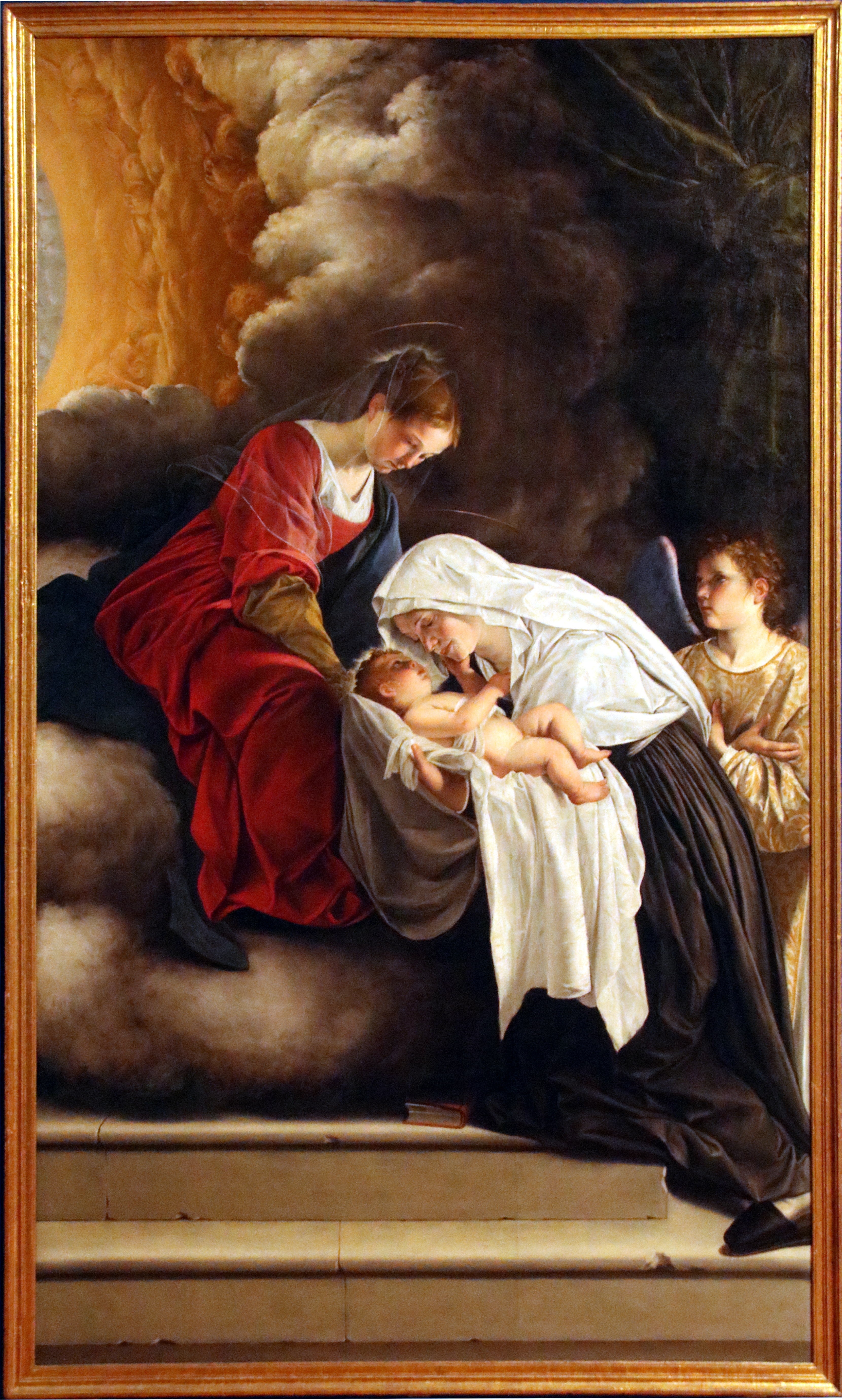
La vision de Santa Francesca Romana d’Orazio Gentileschi, 1618
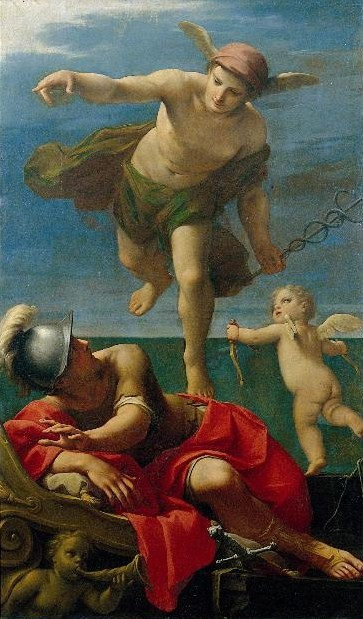
Mercure réveillant Enée, de Marcantonio Franceschini, 1717
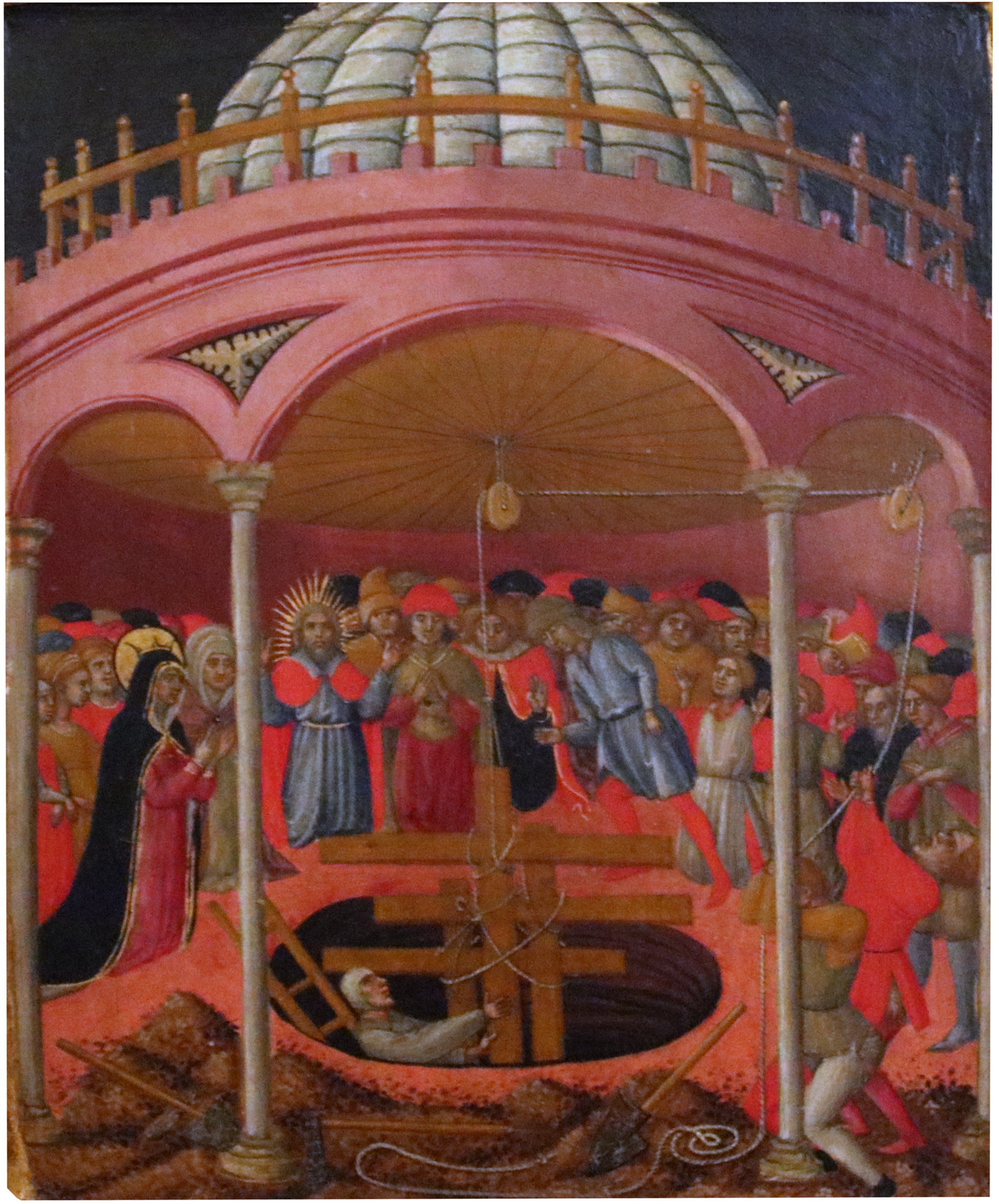
Histoire de la sainte Croix, Giovanni Antonio da Pesaro

### Le Duomo
Le Duomo a été édifié sous Frédéric III sur les fondations d’un premier édifice bâti en 1021 sur un projet de Francesco di Giorgio Martini.
Il comporte des œuvres du XVIe  au XVIIIe siècle, de Federico Barocci, Carlo Maratta, Carlo Cignani, de l’école romaine de Domenico Corvi et Giuseppe Cades ainsi que de Christoph Unterberger.
La coupole est l’œuvre de Giuseppe Valadier après les tremblements de terre de 1789 qui détruisirent la coupole précédente.
La décoration de La Chapelle du saint Sacrement a été peinte par Evangelista da Pian di Meleto qui assistait le jeune Raphaël en 1501.

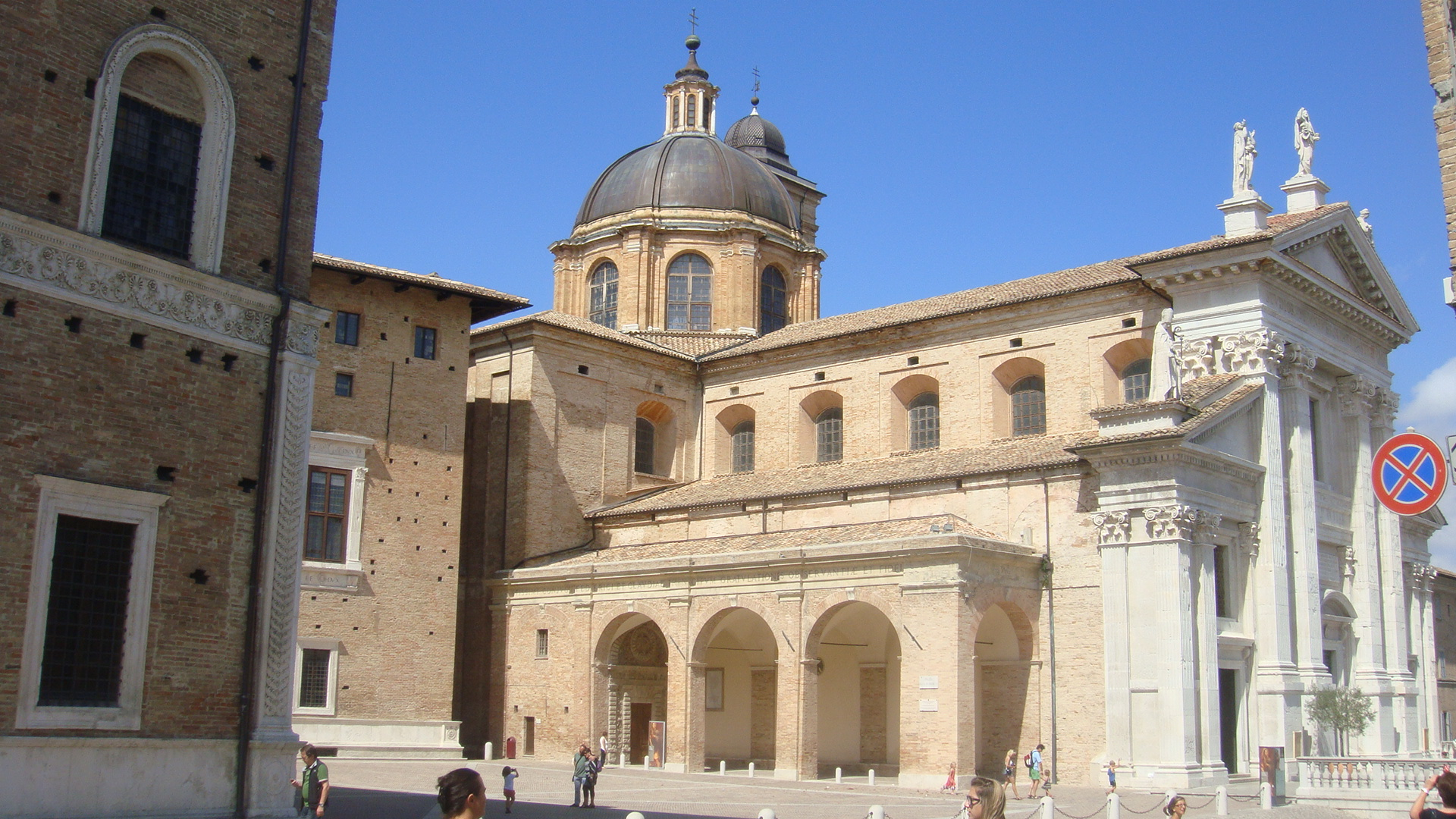
Le Duomo d'Urbino
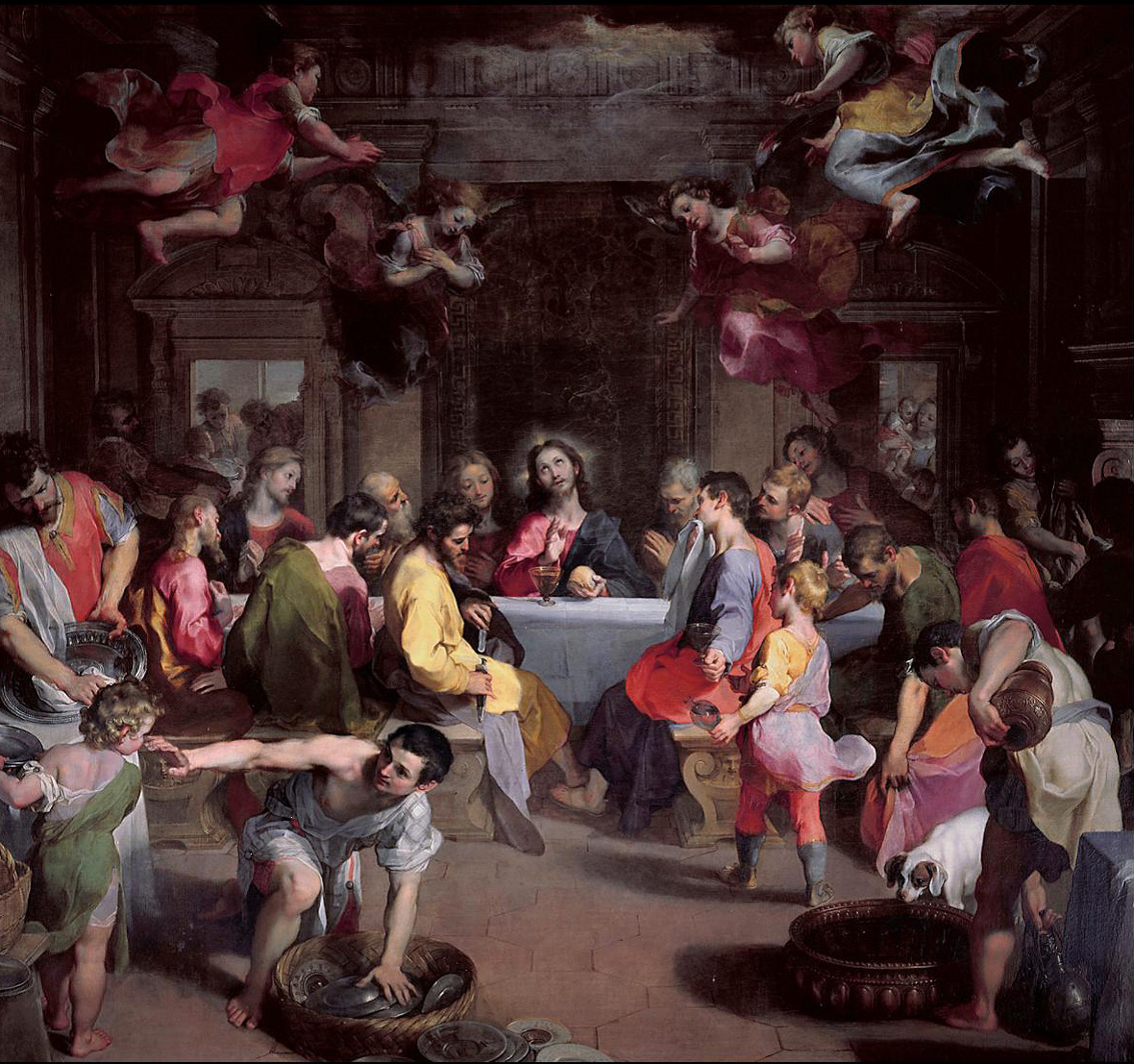
La Cène de Federico Barocci à l’intérieur du Duomo

### L’église San Domenico
Construite en 1365 pour la communauté dominicaine, l’église de san Domenico présente une façade de Michele di Giovanni da Fiesole en 1454 avec une magnifique lunette en terracotta invetriata de Luca della Robbia datant de 1451 dont l’original est conservé dans le palais ducal. L’intérieur présente des peintures de Francesco Vanni et Giovanni conca.

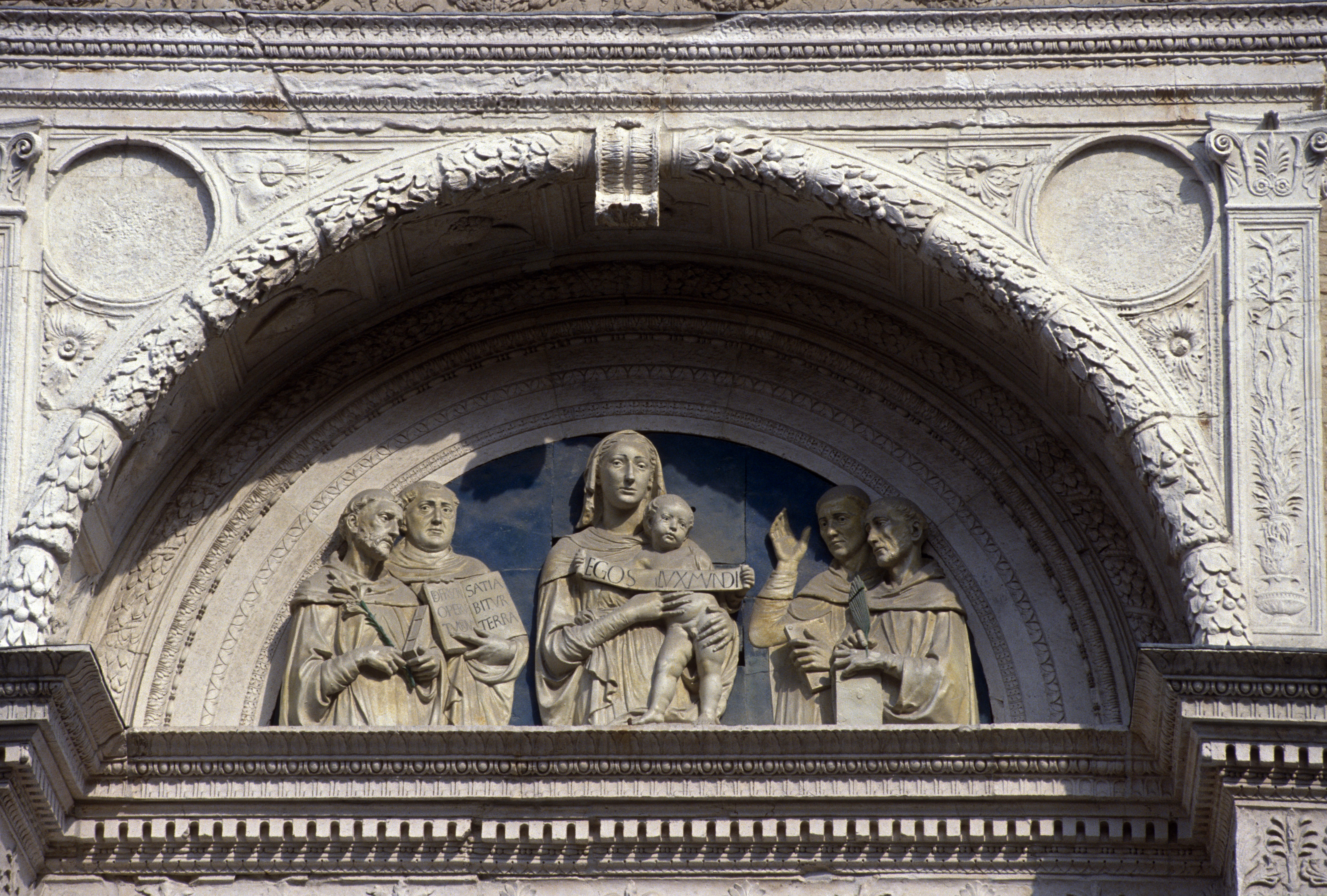
Lunette en Terracotta invetriata de Luca della Robbia

### Les oratoires d’Urbino
Il existe pas moins de neuf oratoires dans la ville d’Urbino parmi lesquels le superbe oratorio di San Giovanni Battista, édifié avant 1365, peint en 1416 par Lorenzo et Jacopo Salimbeni da San Severino Marche, fresques considérées comme le chef-d’œuvre des deux artistes du gothique international.

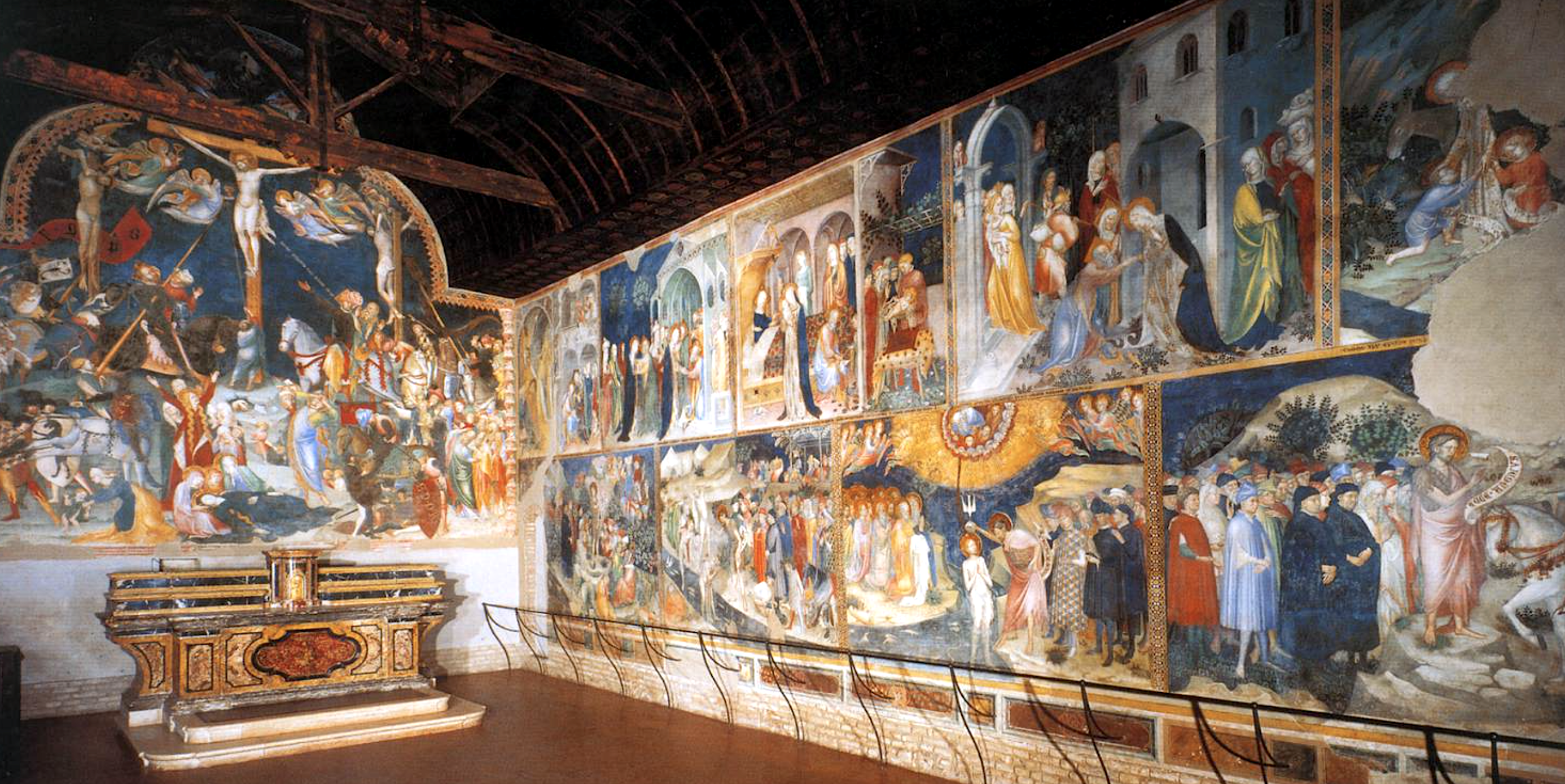
Fresque de l’oratoire de saint Jean Baptiste des frères Salimbeni.

### La forteresse Albornoz
La forteresse Albornoz est une forteresse du XVIe siècle.
Lieu de la vue la plus spectaculaire sur l’ensemble architectural du palais ducal et de l’ensemble de la ville d’Urbino.

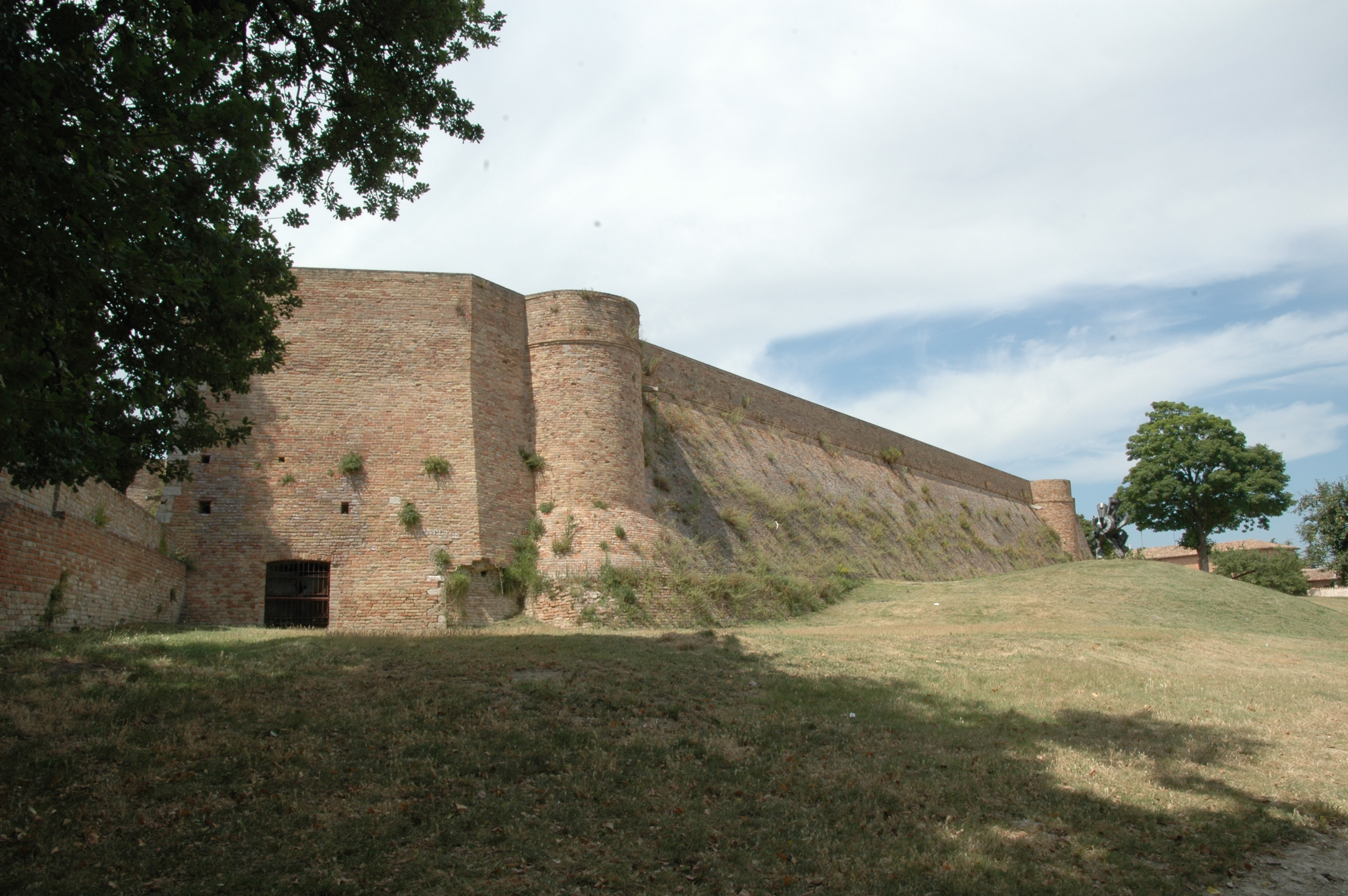
Forteresse Albornoz

#### L’église saint Bernardin
L'église saint Bernardin se situe dans la périphérie d’Urbino, près du cimetière communal.
Dans l’église reposent les dépouilles des ducs d’Urbino.

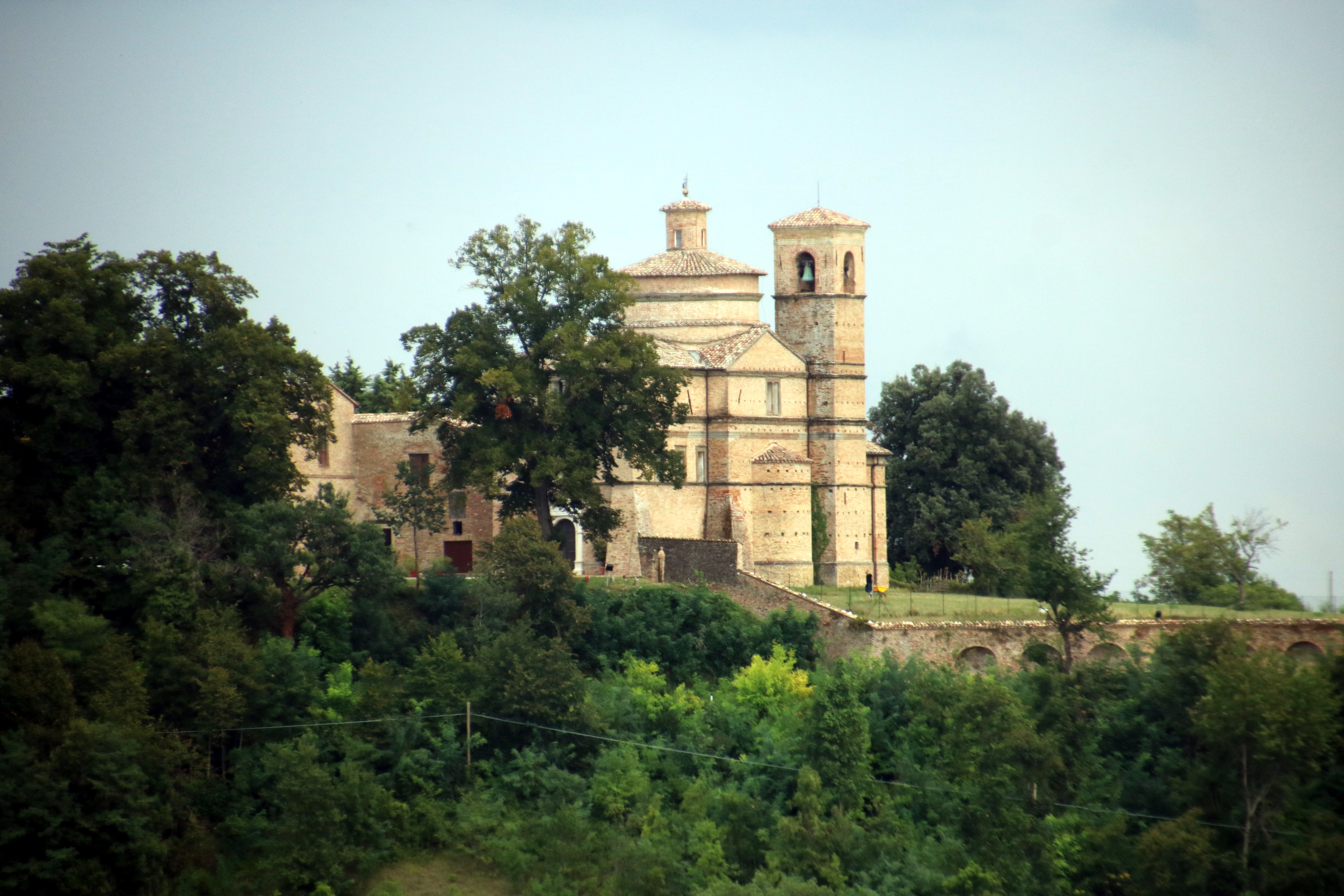
Eglise San Bernardino d'Urbino

## Musées

### Galleria Nazionale delle Marche
La galerie nationale des Marches est le musée principal d’Urbino et de la région des Marches, il est hébergé dans le palais ducal d'Urbino.

### La maison de Raphaël (Casa Santi)
Casa Santi ou la maison de Raphaël (XVe siècle) : Raffaello Sanzio, plus connu sous le nom de Raphaël, y est né en 1483. C'est aussi dans cette ville qu'il a réalisé sa formation, auprès de Timoteo della Vite et tenu son premier ouvrier en tant que maître.
Depuis 1460, la maison constituait l'habitation de Giovanni Santi, peintre de renom et père du célèbre artiste.
Elle abrite la première Madone de Raphaël, un dessin de Bramante ainsi qu’une Bibliothèque de manuscrits et éditions rares.

### Musée diocésain Albani
Le Musée est hébergé à l’intérieur de certaines fèces du Rez-de-chaussée du Palazzo de l’Archevêché de la Place Giovanni Pascoli, parmi lesquelles les sacristies anciennes de la cathédrale, l’une datant du XVIe et l’autre du XVIIIe siècle.
Le musée fut créé en 1964 pour mieux conserver le trésor du Duomo et recueillir les œuvres d’art du diocèse, surtout celles présentes dans les églises de campagne les plus reculées.
Il contient également des œuvres précieuses (ornements sacrés, mobilier liturgique, codes miniatures, etc.) appartenant au trésor de la cathédrale de la ville, constituée en grande partie des dons importants du pape Clément XI, dans la première moitié du XVIIIe siècle, et d’autres membres de famille Albani.
Au cours des dernières années, il a fait l’objet d’une restructuration radicale, qui s’est achevée par la réouverture du musée le 20 mars 2010.

### Musée archéologique lapidaire
Il est logé à l’intérieur du Palazzo Ducale. Il conserve plusieurs vestiges de pierres tombales de l’époque romaine, provenant d’Urbino, et l’héritage d’épigraphes de l’archéologue d'Urbino Raffaele Fabretti.

### Maison de la Poésie anciennement Musée de la Ville
Musée réalisé à l’intérieur des salles du sous-sol du Palazzo Bonaventura-Odasi, l'ancien parcours muséal visait à illustrer l’histoire et les particularités de la ville à travers un aménagement moderne et addictif. Depuis 2015, il a été remplacé par la Maison de la Poésie.

### Le Jardin botanique(Orto Botanico)Pierina Scaramella.

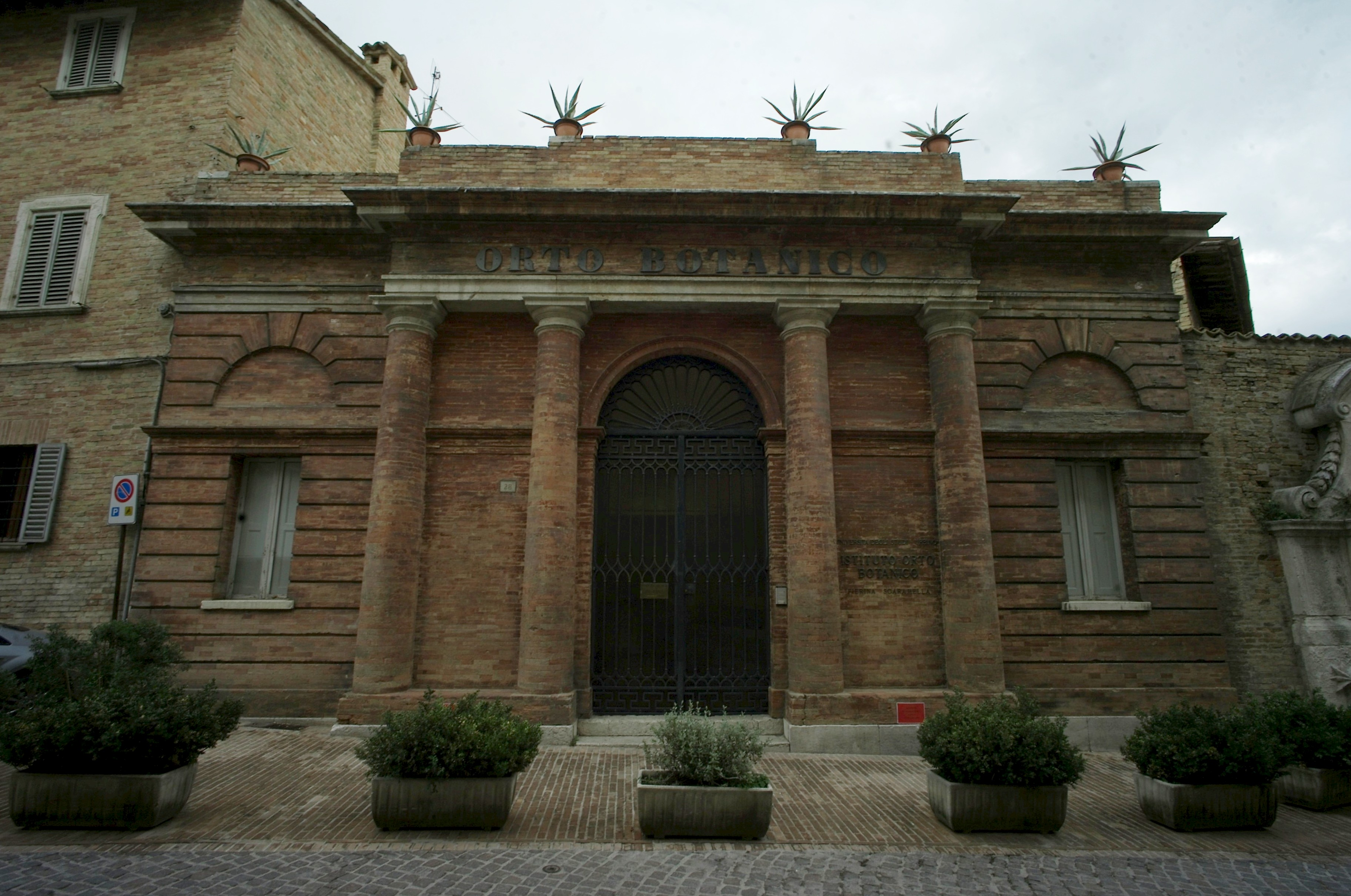
Entrée du jardin Botanique

Il a son entrée principale dans la rue Bramante. Le bâtiment de petite taille est formé d’un seul étage, conçu en 1846 par l’architecte Vincenzo Ghinelli. Le Jardin se développe, pour la plupart, sur un grand remblai, qui était à l’origine la propriété du couvent adjacent de San Francesco.
En 1798, pendant l’occupation française, la commune confisqua le troisième jardin du couvent, pour y instituer, en 1809, un jardin botanique ; à vocation didactique, liés aux enseignements de botanique et agraire, du lycée internat.
À cette fin, l’aménagement et l’organisation du jardin fut pris en charge par Giovanni de' Brignoli de Brünnhoff, professeur de botanique et agraire.
En 1813, le jardin fut enrichi par une Serre pour les plantes exotiques. Avec la restauration du gouvernement pontifical et la renaissance de l’université, De brignoli quitta Urbino et la gestion du jardin revint aux pères franciscains, auxquels le pape Pie VII avait imposé de maintenir la culture botanique.
Mais, en 1844, pour les coûts excessifs d’entretien, les pères ont dû céder, en emphytéose perpétuelle, le jardin à l’Université.

### La Gypsothèque
C’est un témoignage de l’ancien Institut pour l’Illustration et la Décoration du Livre, parce qu’il conserve une collection de moules en plâtre de sculptures antiques, utilisées à des fins didactiques de l’École. Il est installé à l’intérieur de l’Institut d’Archéologie dans les structures du palais Albani.

### Musée du Cabinet de Physique de l’Université
Le musée conserve les anciens instruments scientifiques de l’Université. Il est situé à l’intérieur du palais de l’ancien Collège Raphaël.

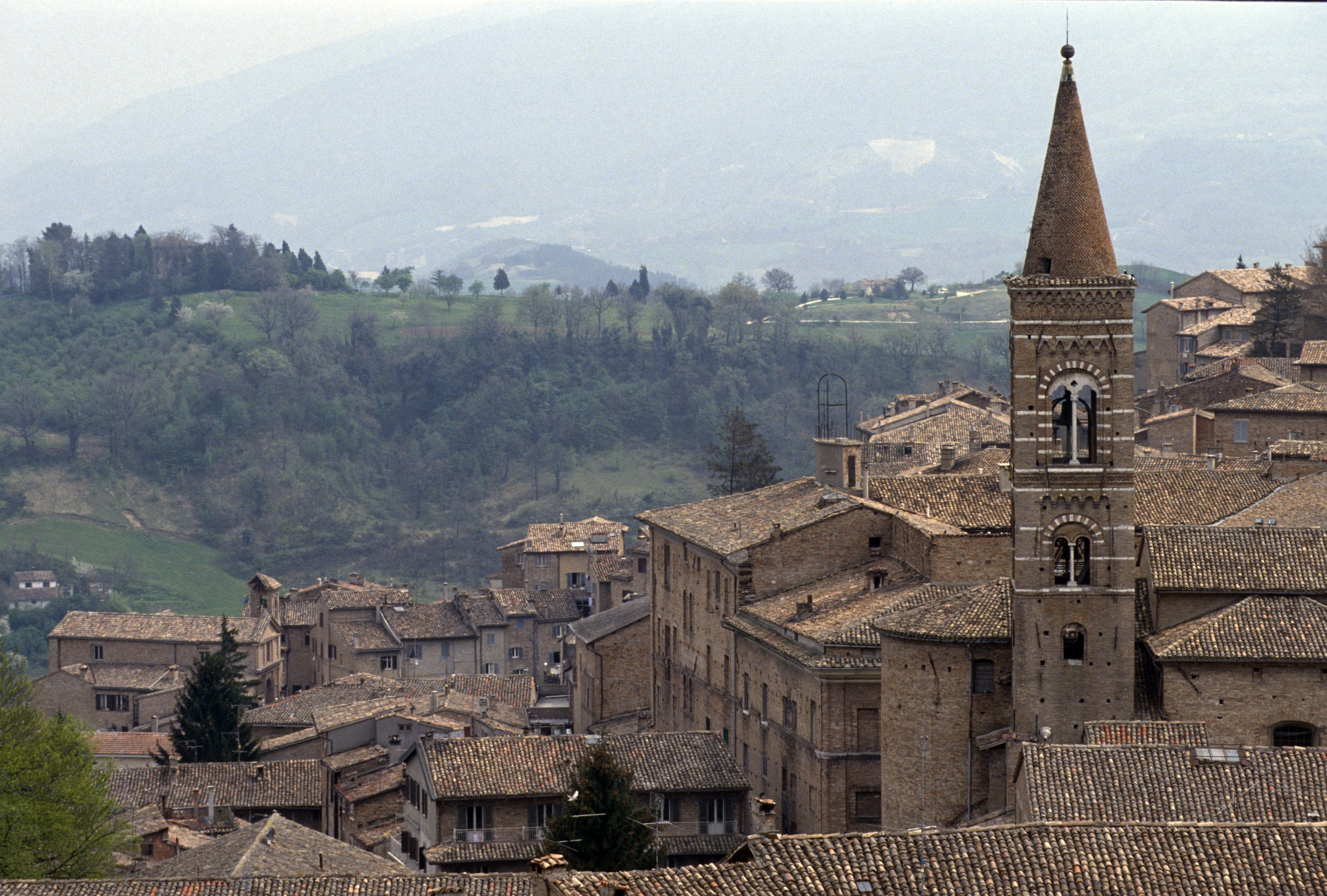
Le Couvent de san Francesco
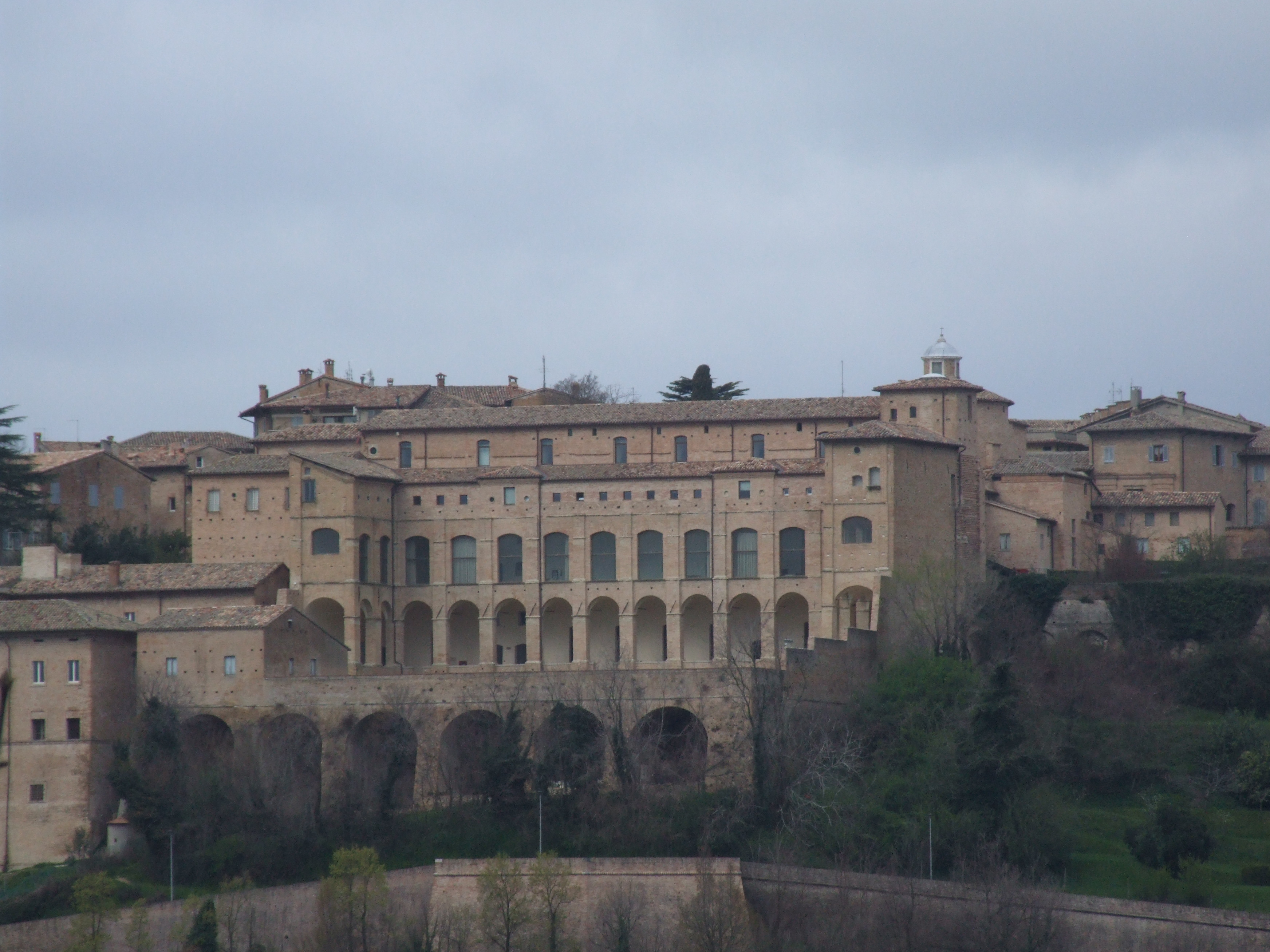
Le monastère santa Chiara de Francesco di Giorgio Martini
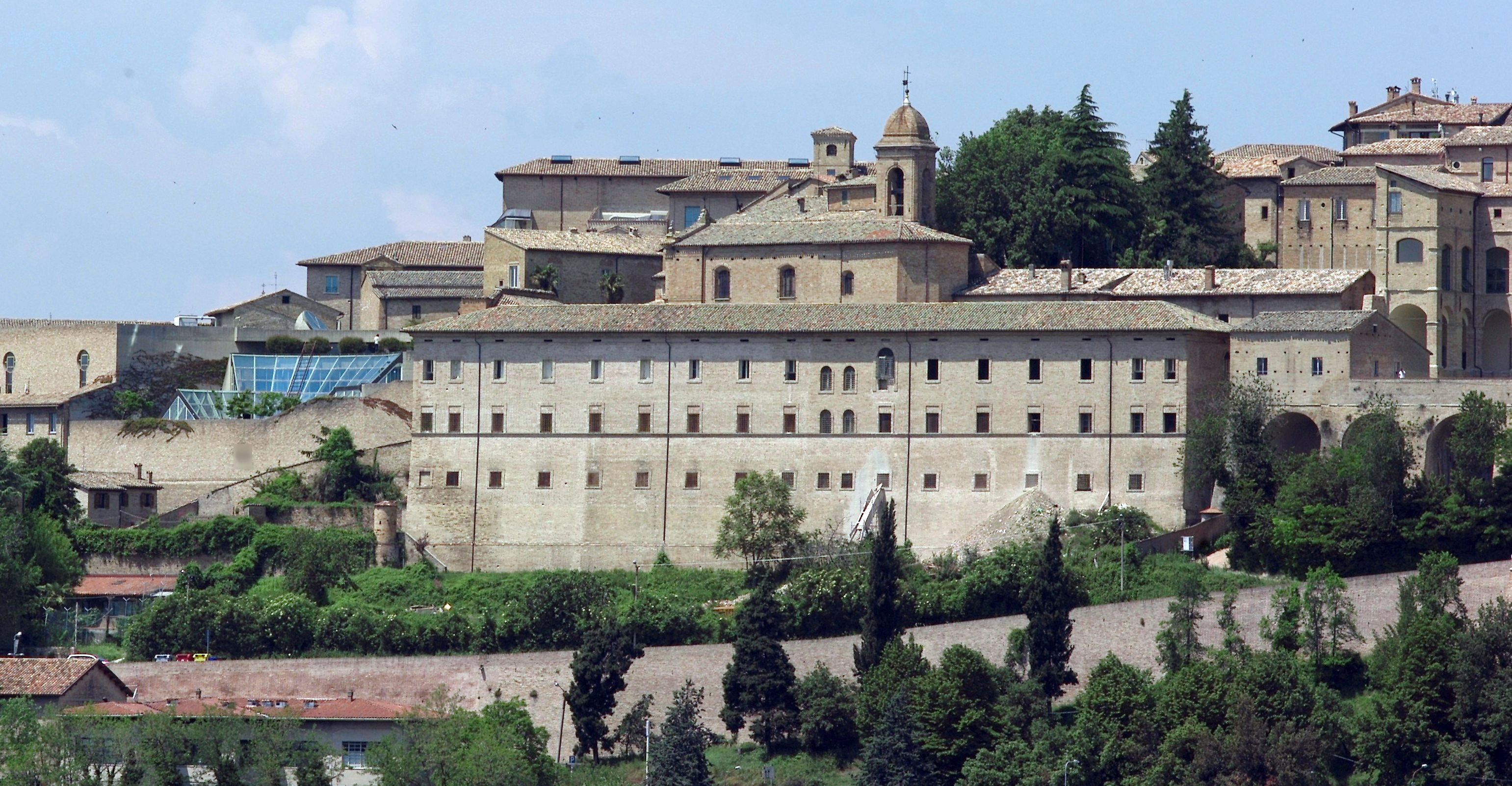
Ex-Couvent Saint Jérôme

## Enseignement supérieur

### Université d’Urbino Carlo Bo
Siège de l’une des plus anciennes universités d’Europe (fondée en 1506). La ville d’Urbino compte plus d’inscrits à son université que d’habitants, en effet ils étaient 17.731 en 2006. En 2006, les célébrations pour son 500e anniversaire ont été célébrées, avec l’émission d’un timbre commémoratif spécial.

### Académie des beaux-arts d’Urbino
Urbino est également le siège d’une Académie des Beaux-Arts, fondée en 1967, dans laquelle le poste de président du conseil d’administration a été occupé de 2003 à 2013 par Vittorio Sgarbi. L’Académie a son siège principal à l’intérieur de l’ancien couvent des Carmes déchaussés, au sommet de via Raffaello.

### ISIA (Institut supérieur pour les industries artistiques)
Il est né dans les années 1960 du Cours supérieur d’art graphique (CSAG), de l’École du livre, un cours de trois ans à suivre après le diplôme de maître d’art. Le diplôme obtenu à la fin a la même valeur que le diplôme universitaire. L’institut a son siège dans l’ancien monastère de Sainte Claire, œuvre de Francesco di Giorgio Martini.

## Économie

### Agriculture
Ce secteur a été celui qui prévalait jusqu’aux années 1950, puis avec le dépeuplement des campagnes s’est déclenchée une crise du secteur.
Cependant, entre la fin des années 1990 et le début des années 2000, les campagnes ont recommencé à se repeupler grâce à la naissance d’exploitations et de coopératives d’agriculture biologique.

### Industrie
Entre le XIXe  et la première moitié du XXe siècle, de petites activités furent présentes dans la capitale communale, comme la filature, les diverses activités liées au Consortium agraire (comme le travail des vers à soie) et une briqueterie (propriété de la famille de l’écrivain Paolo Volponi).
Alors que dans les hameaux de Pieve di Cagna et de Schieti- Ca’ Mazzasette, il y avait des activités extractives (mines) du soufre implantées.
Il s’agit d’un secteur qui n’est pas particulièrement répandu dans la capitale de la commune, sauf en raison de la présence de Benelli (métallurgie de précision).
Alors que les fractions avec une forte concentration industrielle sont celles de Canavaccio et dos - Ca Mazzasette.
Par contre, Urbino est entourée par de nombreuses communes à vocation artisanale et industrielle, et en particulier Fermignano, qui, avec le hameau de Canavaccio, constitue la zone industrielle de la Ville et qui, bien que séparée sur le plan administratif, est plutôt intégrée sur le plan économique, au point que la Banque d’Italie identifie une place unique formée par les agences bancaires des communes voisines.

### Artisanat

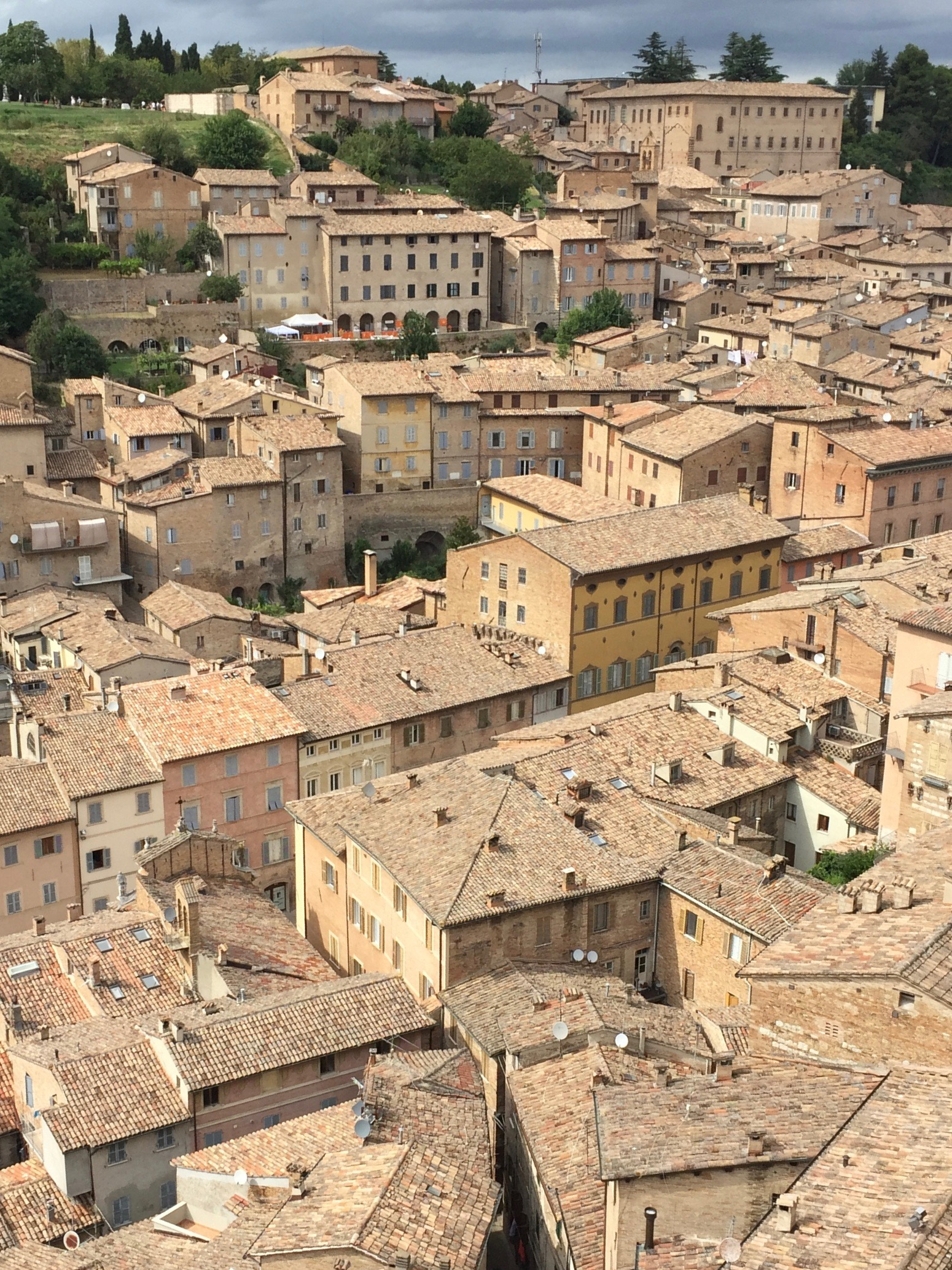
Les toits ocre-jaune d’Urbino vus depuis le palais ducal.

Ce secteur a été assez florissant, dans la capitale communale, jusqu’à la première moitié du XXe siècle ; grâce à de petites activités avec une solide tradition.
Du XVe  au  XVIIe siècle, d’importants ateliers de poterie prospèrent dans la ville, faisant d’Urbino, avec Casteldurante et Pesaro, l’un des principaux centres de production de la faïence de l’ancien duché, et l’un des plus connus au niveau national et international.
Au XVIIIe siècle, grâce à la générosité du pape, naquit à Urbino la fabrique des broches, dont les productions furent d’une grande qualité.
Enfin, avec la naissance de l’École du livre (1861) et de l’École d’art et métiers (années 1920), il y eut une amélioration et un renforcement de certaines activités artisanales, les conduisant à avoir une dernière grande période de splendeur et de renommée internationale.
Ces activités, liées à l’activité des deux écoles, sont : la reliure, le travail des métaux, la céramique, le travail du bois, l’illustration et la décoration des livres.
Très importante enfin l’Étoile ducale d’Urbino, un objet devenu véritable symbole de la Ville, réalisée artisanalement sur dessin de Léonard de Vinci uniquement dans la Boutique d’Art de la ville.
Certaines de ces dernières activités subsistent, avec l’adjonction de la restauration d’œuvres d’art (tableaux, livres, etc.) ; mais le secteur est en net déclin en raison de l’absence de renouvellement générationnel.
En outre, les anciens arts de la broderie et du tissage, destinés à la réalisation de tapis et de couvertures de laine, sont encore répandus et actifs, et sont enrichis de thèmes et de motifs rappelant le monde pastoral.

### Services
La Maison de l’étudiant. Cela est devenu, surtout dans la seconde moitié du XXe siècle, le principal secteur de la ville, avec la croissance quantitative de l’Université et du tourisme de masse.
Urbino est fortement caractérisée par les administrations publiques et pas seulement.
Diverses activités commerciales sont également présentes, liées, surtout dans le centre historique, aux besoins et aux besoins de la population universitaire (chambres à louer, copisterie, vêtements, bars, pubs, agences immobilières, etc.) majoritaire dans cette zone, ainsi que des mini-marchés et des épiceries.
En outre, les services fournis par l’ERDIS à la population universitaire, tels que le logement et la cantine, sont aussi bien dans le centre historique (Casa del Studente et Casa della Studentessa) qu’à l’extérieur (collèges universitaires).
Dans la banlieue il y a trois supermarchés. Entre 2012 et 2014 ont été ouverts, à proximité du centre historique, deux centres commerciaux ; d’abord le Consortium puis Porta Santa Lucia, tous deux doués d’un supermarché et d’autres activités commerciales liées à la grande

### Tourisme
Urbino étant une ville d’art, elle développe un tourisme culturel.

### Label de qualité
Urbino associe son nom à la fameuse Casciotta, fromage typique à base de lait de brebis, qui est l'objet d'une AOP depuis le 1er juin 1996.

## Événements
- 1er juin : Fête du saint Patron San Crescentino, avec procession dans les rues de la ville.
- Juillet : Festival international de Musique Ancienne, depuis 1969.
- Août : Les conversations d'Août au Palazzo Petrangolini, cycle de conférences et séminaires, depuis 1985.
- Première semaine d’Août : Festival del Jazz à l’intérieur du centre historique.
- Troisième week-end d’Août : les Fêtes du Duc, reconstitution historique de l'Urbino de la Renaissance, depuis 1982.
- Premier week-end de septembre : Fête des cerfs-volants, compétition historique entre les quartiers d'Urbino, depuis 1955.
- Fin septembre : UrVinum, week-end de rencontres, dégustations et initiative autour de l'œnologie et produits régionaux.
- Premier week-end d'octobre : Biosalus - Festival National du Biologique et du Bien-être holistique, organisé par l'Institut de Médecine Naturelle en collaboration avec la Ville d'Urbino, depuis 2007.
- Premier week-end d'octobre : Terre de Biodiversité - Envies d'Autunne, foire de produits saisonniers. Depuis 2007 se déroule en parallèle du Biosalus Festival.
- Fin novembre et premier jours de décembre : Urbinoir, trois jours dédiés au noir sous ses différents aspects, organisé par l’association homonyme, depuis 2008.
- De décembre à janvier : Les rues des crèches, des premiers jours de décembre à l’Épiphanie, dans différents lieux de la Ville des crèches provenant du monde entier ainsi que des artistes de la région depuis 2001.
- Hiver : Carnaval à Urbino, avec défilé de groupes masqués organisé par les quartiers de la Ville.
- 28 mars - 6 avril : Semaine Raffaellesque, rencontres, conférences, expositions pour célébrer le peintre Raphaël organisé par l’Académie Raffaello.
- Avril - mai : Festival de la Casciotta d'Urbino, dédié au fromage DOP produit sur le territoire d'Urbino, depuis 2011.

## Administration
| Période                                  | Période  | Identité          | Étiquette    | Qualité |
| ---------------------------------------- | -------- | ----------------- | ------------ | ------- |
| 1949                                     | 1951     | Raffaele Moschini | PRI          |         |
| 1951                                     | 1953     | Veris Giovannini  | PCI          |         |
| 1953                                     | 1971     | Egidio Mascioli   | PCI          |         |
| 1971                                     | 1980     | Oriano Magnani    | PCI          |         |
| 1980                                     | 1993     | Giorgio Londei    | PCI / PDS    |         |
| 1993                                     | 2004     | Massimo Galuzzi   | PDS / DS     |         |
| 2004                                     | 2014     | Franco Corbucci   | DS / PD      |         |
| 2014                                     | En cours | Maurizio Gambini  | Centre droit |         |
| Les données manquantes sont à compléter. |          |                   |              |         |

### Hameaux
Ca' Mazzasette, Canavaccio, Castelboccione, Cavallino, Cavaticci, Cerquetobono, Coldelce, Colonna, Crocicchia, Forquini, Fornace, Gadana, Ghiaiolo, Girfalco, Maciolla, Marcella, Mazzaferro, Miniera, Monteavorio, Montecalende, Monteolivo, Monte Polo, Montesoffio, Paganico, Palazzo del Piano, Pallino, Pantiere, Pieve di Cagna, Pozzuolo, Rancitella, Repuglia, S.S. Annunziata, Santa Maria delle Selve, San Donato, Sasso, Schieti, Scotaneto, San Marino, Torre, Tortorina, Trasanni, Tufo, Viapiana, Villa Croce.

### Communes limitrophes
Acqualagna, Auditore, Colbordolo, Fermignano, Fossombrone, Isola del Piano, Lunano, Mondaino (RN), Montecalvo in Foglia, Monteciccardo, Montefelcino, Montelabbate, Peglio, Petriano, Piandimeleto, Sant'Angelo in Vado, Sassocorvaro, Tavoleto, Urbania.

### Évolution démographique
Habitants recensés

## Personnalités

### Personnalités nées à Urbino
- Raphaël (1483-1520), le grand peintre de la Renaissance.
- Polydore Virgile (1470-1555), écrivain et historien, considéré comme le rénovateur des études historiques d'Angleterre.
- Girolamo Genga (1476-1551), peintre maniériste.
- Giacomo Castriotto (1510-1563), ingénieur militaire ayant réalisé les fortifications de la ville française de Calais.
- Niccolo Lancillotto (?-1558), Jésuite missionnaire en Inde et au Japon.
- Filippo Bellini, (1550-1604), peintre baroque.
- Benoît d'Urbino (1560-1625), bienheureux capucin.
- Antonio Viviani dit le sordo di Urbino (1560-1620), peintre renaissance-tardive, tout début baroque.
- Clément XI (1649-1721), pape.
- Jean-Baptiste Nini (1717-1786), sculpteur et médailleur italien.
- Fabio Stecchi (1855-1928), sculpteur.
- Fernando Aiuti (1935-2019), immunologue.
- Marica Branchesi (1977-), astrophysicienne.
- Valentino Rossi (1979-), pilote moto.
- Raphael Gualazzi (1981-), chanteur et pianiste.
- Luca Marini (1997-), pilote de vitesse moto et demi-frère de Valentino Rossi.

### Autres
- Giovanni Santi (vers 1435-1494), peintre et père de Raphaël.
- Baccio Pontelli (1450-1492) architecte de Federico III de Montefeltro et de Sixte IV
- Orazio Fontana (1510-1571), céramiste.
- Federico Commandino (1509-1575), traducteur et mathématicien.
- Baldassare Castiglione (1478-1529) écrivain et diplomate ayant écrit Le livre du courtisan.
- Michel de Montaigne (1533-1592), en 1581 a transité par « Urbin » lors de ses voyages en Italie.

## Jumelages
- Blois (France) depuis 1999.
- Locarno (Suisse) depuis 1976.

## Galerie

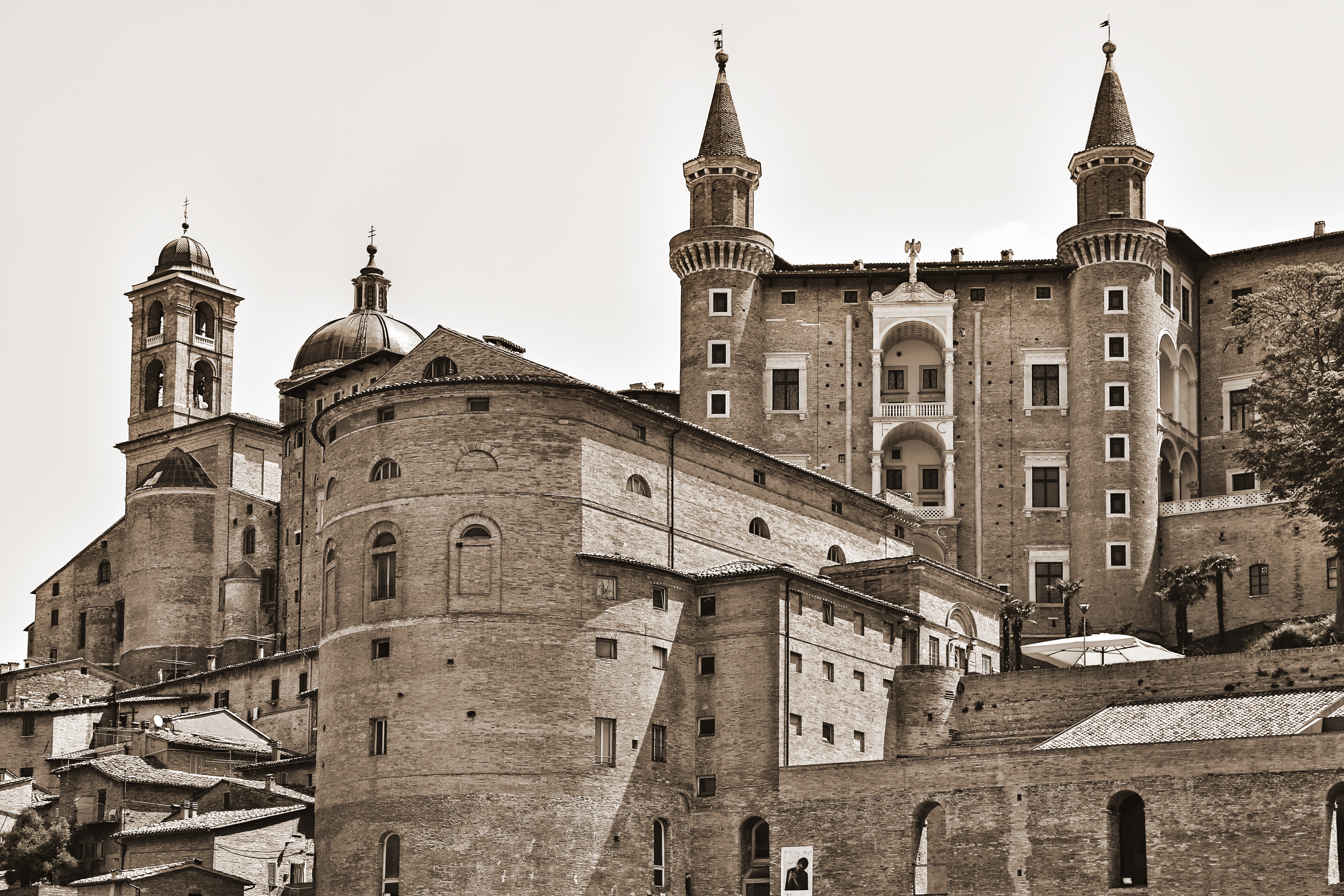
Palais ducal d'Urbino.
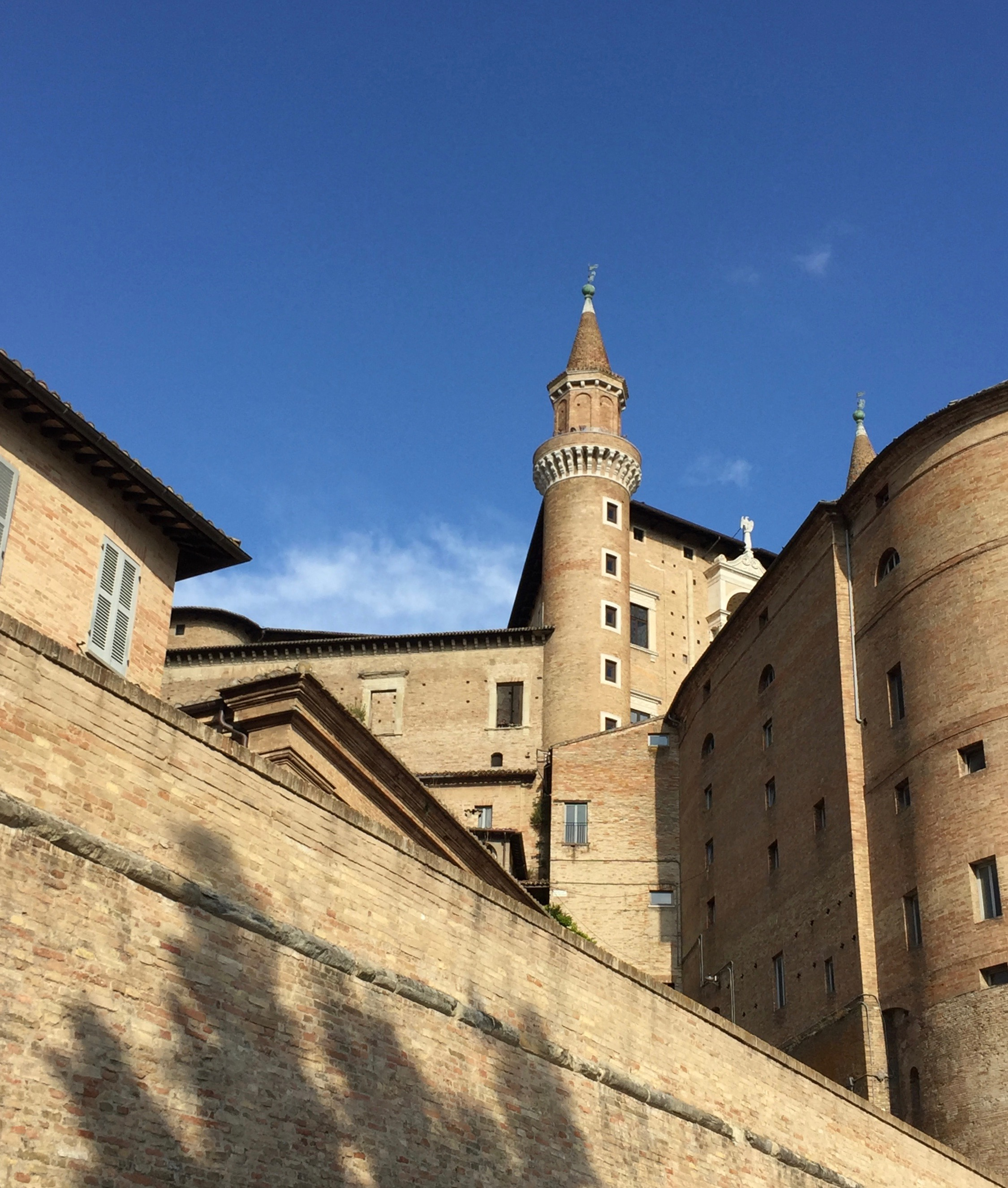
Palais ducal vu depuis la place Mercatale.
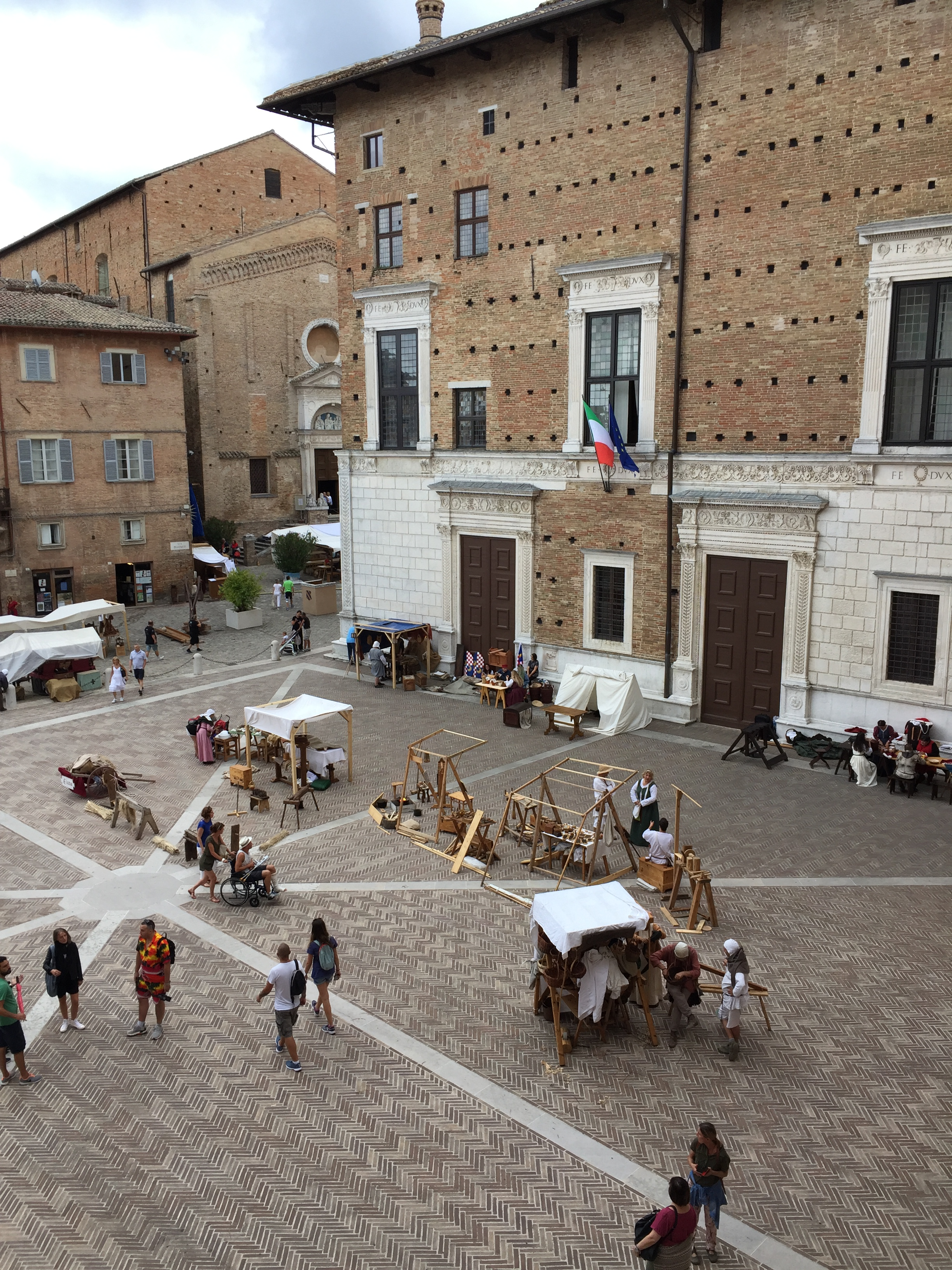
Préparatifs pour la Fête du Duc.
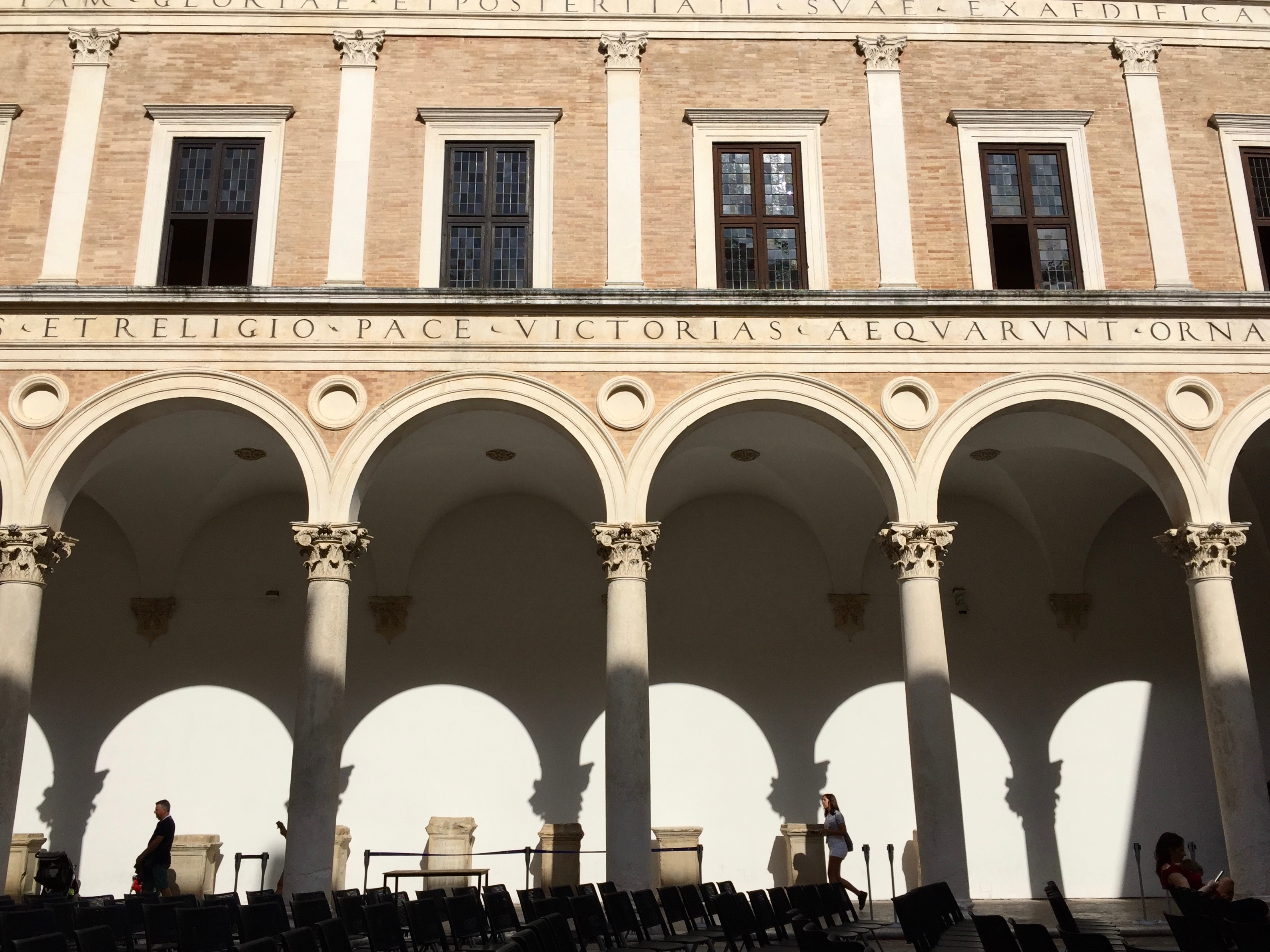
Arcades de la cour intérieure du palais ducal d'Urbino.
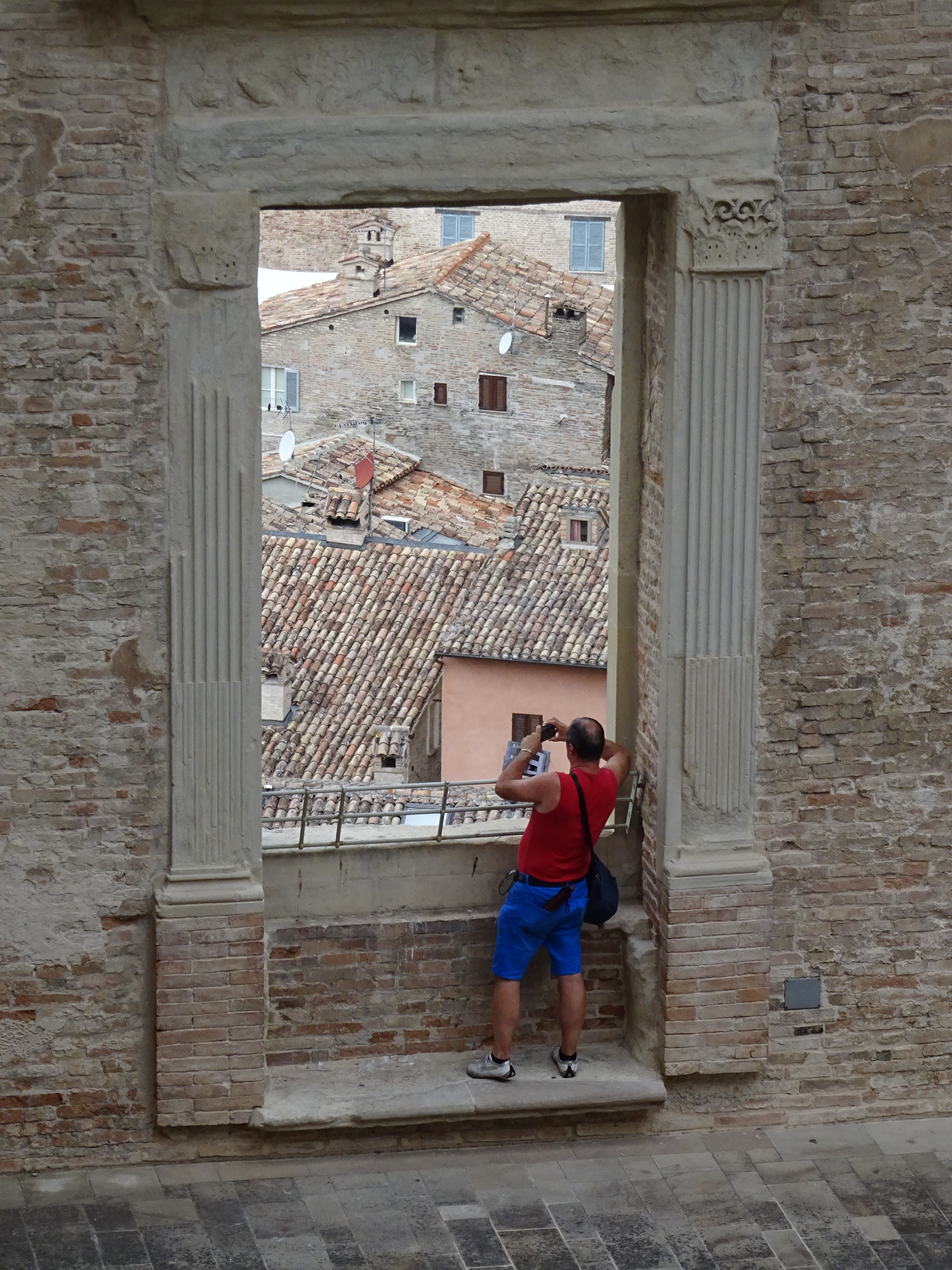
Fenêtre sur la ville, palais ducal d'Urbino.
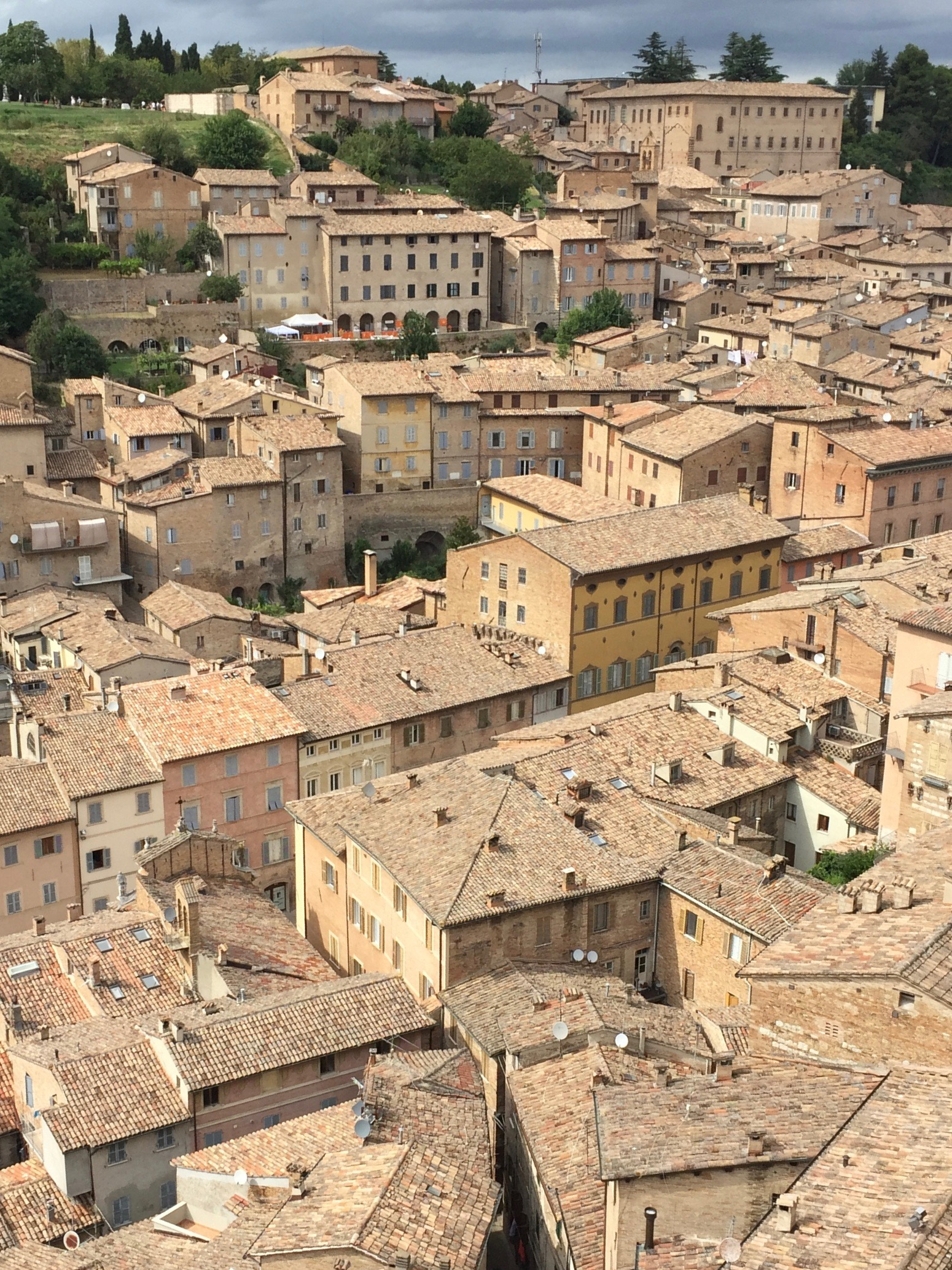
Les toits ocre jaune d'Urbino.
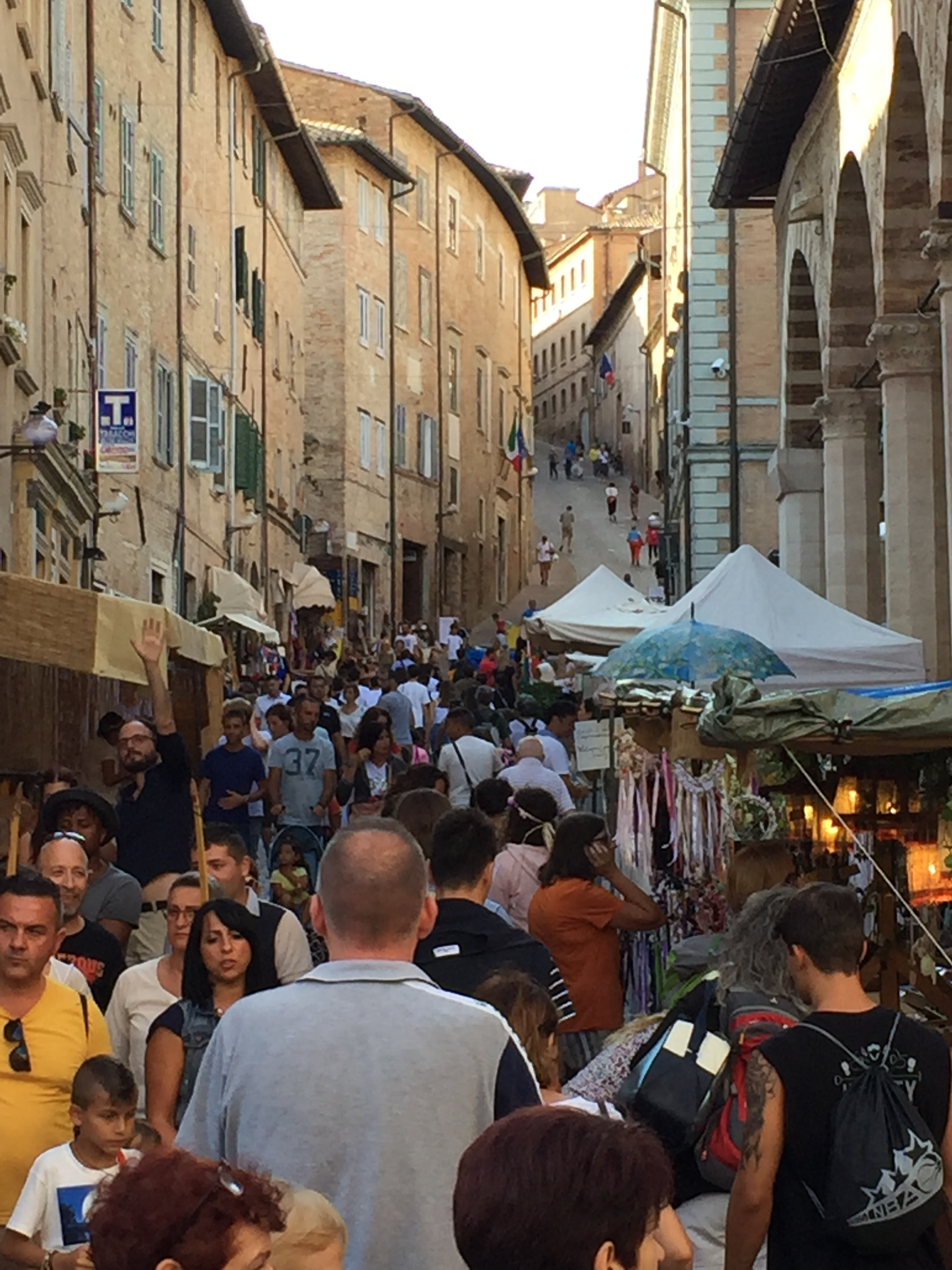
La montée de la Via Raffaello en direction de la Casa Santi.
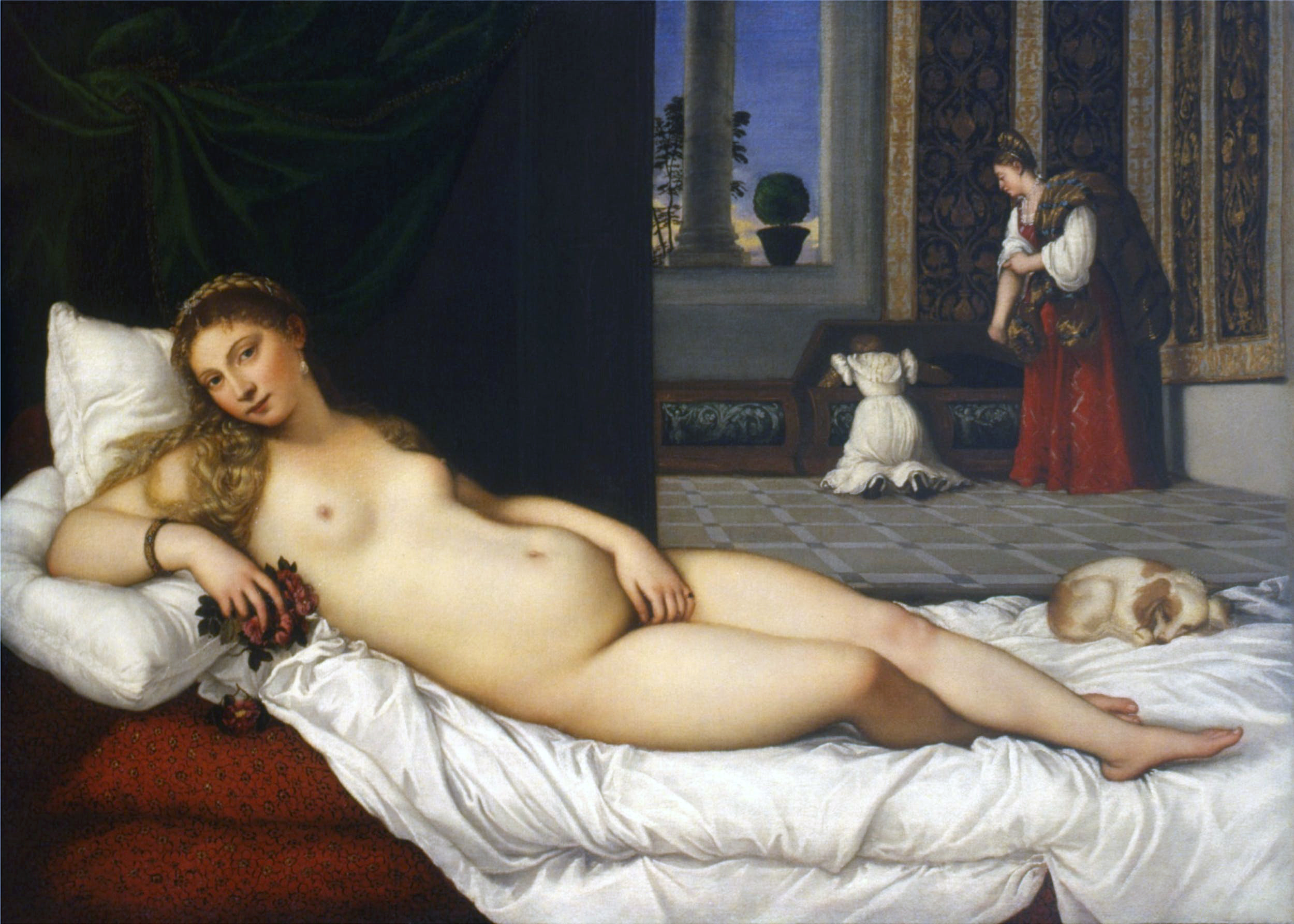
La Vénus d’Urbino du Titien aujourd’hui au musée des Offices de Florence.